# Cristina Bălan
Cristina Bălan (n. 19 august 1981, Timișoara, România) este o cântăreață română de origine maghiară, fostă membră a trupelor Impact și ABCD și câștigătoarea celui de-al cincilea sezon (din 2015) al emisiunii-concurs Vocea României.

## Biografie
Bălan s-a născut în Timișoara și a început să studieze muzica în copilărie, fiind absolventă a Colegiului Național de Artă „Ion Vidu” din Timișoara. După absolvire, Bălan s-a înscris la Conservator, dar a renunțat după doi ani. 

### Colaborarea cu trupa Impact
În 1998, Bălan a participat la un casting pentru a intra în trupa Impact. În 1999, a început activitatea muzicală în trupa Impact alături de Rareș Timiș. Trupa a fost una dintre cele mai de succes trupe românești de după Revoluție, mai ales datorită faptului că a fost prima formație al cărui sound semăna cu cel din străinătate. Impact a lansat numeroase hit-uri, printre care „Te iubesc”, „Lasă-mă să visez”, „Departe de tine”, „Clipe” și „Babe”. În 2009, Timiș a părăsit trupa, fiind înlocuit de Gabriel Bălan, însă 2012 a adus sfârșitul proiectului Impact. Cristina și Gabriel Bălan au decis să se concentreze pe proiectele solo, iar la finele lui 2012 s-au căsătorit, urmând ca în 2013 să devină părinții a doi băieței gemeni, Toma David și Matei Nikolas.

### Trupa ACBD și Eurovision
În 2013, a pus bazele unui nou proiect, trupa ABCD, cu care a participat la selecția națională Eurovision interpretând piesa „Final de război”. În timpul competiției Eurovision a primit vestea că va deveni mamă și a decis să întrerupă activitatea muzicală, dedicându-se exclusiv copiilor.

### Participarea laVocea României
După o pauză de doi ani, Bălan s-a înscris la Vocea României . La audițiile pe nevăzute, din spatele cortinei, artista a interpretat piesa „Down On My Knees“. Toți cei patru membri ai juriului și-au dorit-o în echipă, iar artista l-a ales drept antrenor pe Tudor Chirilă. La 16 decembrie, Bălan a devenit a cincea câștigătoare a emisiunii.
Numerele muzicale din cadrul emisiunii
| Episod # | Episod # | Episod # | Episod # | Episod # | Episod # | Episod # | Episod # | Episod # | Episod # | Episod # | Episod # | Episod # | Episod # | Episod # | Episod # | Episod # | Episod # | Episod # | Episod # | Episod # | Episod # | Episod # | Episod # | Episod # | Episod # | Episod # | Episod # | Episod # | Episod # | Episod # | Episod # | Episod # | Episod # | Episod # | Episod # | Episod # | Episod # | Episod # | Episod # | Episod # | Episod # | Episod # | Episod # | Episod # | Episod # | Episod # | Episod # | Episod # | Episod # | Episod # | Episod # | Episod # | Episod # | Episod # | Episod # | Episod # | Episod # | Episod # | Episod # | Episod # | Episod # | Episod # | Episod # | Episod # | Episod # | Episod # | Episod # | Episod # | Episod # | Episod # | Episod # | Episod # | Episod # | Episod # | Episod # | Episod # | Episod # | Episod # | Episod # | Episod # | Episod # | Episod # | Episod # | Episod # | Episod # | Episod # | Episod # | Episod # | Episod # | Episod # | Episod # | Episod # | Episod # | Episod # | Episod # | Episod # | Episod # | Episod # | Episod # | Etapă               | Etapă               | Etapă               | Etapă               | Etapă               | Etapă               | Etapă               | Etapă               | Etapă               | Etapă               | Etapă               | Etapă               | Etapă               | Etapă               | Etapă               | Etapă               | Etapă               | Etapă               | Etapă               | Etapă               | Etapă               | Etapă               | Etapă               | Etapă               | Etapă               | Etapă               | Etapă               | Etapă               | Etapă               | Etapă               | Etapă               | Etapă               | Etapă               | Etapă               | Etapă               | Etapă               | Etapă               | Etapă               | Etapă               | Etapă               | Etapă               | Etapă               | Etapă               | Etapă               | Etapă               | Etapă               | Etapă               | Etapă               | Etapă               | Etapă               | Etapă               | Etapă               | Etapă               | Etapă               | Etapă               | Etapă               | Etapă               | Etapă               | Etapă               | Etapă               | Etapă               | Etapă               | Etapă               | Etapă               | Etapă               | Etapă               | Etapă               | Etapă               | Etapă               | Etapă               | Etapă               | Etapă               | Etapă               | Etapă               | Etapă               | Etapă               | Etapă               | Etapă               | Etapă               | Etapă               | Etapă               | Etapă               | Etapă               | Etapă               | Etapă               | Etapă               | Etapă               | Etapă               | Etapă               | Etapă               | Etapă               | Etapă               | Etapă               | Etapă               | Etapă               | Etapă               | Etapă               | Etapă               | Etapă               | Etapă               | Cântec                                                      | Cântec                                                      | Cântec                                                      | Cântec                                                      | Cântec                                                      | Cântec                                                      | Cântec                                                      | Cântec                                                      | Cântec                                                      | Cântec                                                      | Cântec                                                      | Cântec                                                      | Cântec                                                      | Cântec                                                      | Cântec                                                      | Cântec                                                      | Cântec                                                      | Cântec                                                      | Cântec                                                      | Cântec                                                      | Cântec                                                      | Cântec                                                      | Cântec                                                      | Cântec                                                      | Cântec                                                      | Cântec                                                      | Cântec                                                      | Cântec                                                      | Cântec                                                      | Cântec                                                      | Cântec                                                      | Cântec                                                      | Cântec                                                      | Cântec                                                      | Cântec                                                      | Cântec                                                      | Cântec                                                      | Cântec                                                      | Cântec                                                      | Cântec                                                      | Cântec                                                      | Cântec                                                      | Cântec                                                      | Cântec                                                      | Cântec                                                      | Cântec                                                      | Cântec                                                      | Cântec                                                      | Cântec                                                      | Cântec                                                      | Cântec                                                      | Cântec                                                      | Cântec                                                      | Cântec                                                      | Cântec                                                      | Cântec                                                      | Cântec                                                      | Cântec                                                      | Cântec                                                      | Cântec                                                      | Cântec                                                      | Cântec                                                      | Cântec                                                      | Cântec                                                      | Cântec                                                      | Cântec                                                      | Cântec                                                      | Cântec                                                      | Cântec                                                      | Cântec                                                      | Cântec                                                      | Cântec                                                      | Cântec                                                      | Cântec                                                      | Cântec                                                      | Cântec                                                      | Cântec                                                      | Cântec                                                      | Cântec                                                      | Cântec                                                      | Cântec                                                      | Cântec                                                      | Cântec                                                      | Cântec                                                      | Cântec                                                      | Cântec                                                      | Cântec                                                      | Cântec                                                      | Cântec                                                      | Cântec                                                      | Cântec                                                      | Cântec                                                      | Cântec                                                      | Cântec                                                      | Cântec                                                      | Cântec                                                      | Cântec                                                      | Cântec                                                      | Cântec                                                      | Cântec                                                      | Artistul original       | Artistul original       | Artistul original       | Artistul original       | Artistul original       | Artistul original       | Artistul original       | Artistul original       | Artistul original       | Artistul original       | Artistul original       | Artistul original       | Artistul original       | Artistul original       | Artistul original       | Artistul original       | Artistul original       | Artistul original       | Artistul original       | Artistul original       | Artistul original       | Artistul original       | Artistul original       | Artistul original       | Artistul original       | Artistul original       | Artistul original       | Artistul original       | Artistul original       | Artistul original       | Artistul original       | Artistul original       | Artistul original       | Artistul original       | Artistul original       | Artistul original       | Artistul original       | Artistul original       | Artistul original       | Artistul original       | Artistul original       | Artistul original       | Artistul original       | Artistul original       | Artistul original       | Artistul original       | Artistul original       | Artistul original       | Artistul original       | Artistul original       | Artistul original       | Artistul original       | Artistul original       | Artistul original       | Artistul original       | Artistul original       | Artistul original       | Artistul original       | Artistul original       | Artistul original       | Artistul original       | Artistul original       | Artistul original       | Artistul original       | Artistul original       | Artistul original       | Artistul original       | Artistul original       | Artistul original       | Artistul original       | Artistul original       | Artistul original       | Artistul original       | Artistul original       | Artistul original       | Artistul original       | Artistul original       | Artistul original       | Artistul original       | Artistul original       | Artistul original       | Artistul original       | Artistul original       | Artistul original       | Artistul original       | Artistul original       | Artistul original       | Artistul original       | Artistul original       | Artistul original       | Artistul original       | Artistul original       | Artistul original       | Artistul original       | Artistul original       | Artistul original       | Artistul original       | Artistul original       | Artistul original       | Artistul original       | Rezultat                         | Rezultat                         | Rezultat                         | Rezultat                         | Rezultat                         | Rezultat                         | Rezultat                         | Rezultat                         | Rezultat                         | Rezultat                         | Rezultat                         | Rezultat                         | Rezultat                         | Rezultat                         | Rezultat                         | Rezultat                         | Rezultat                         | Rezultat                         | Rezultat                         | Rezultat                         | Rezultat                         | Rezultat                         | Rezultat                         | Rezultat                         | Rezultat                         | Rezultat                         | Rezultat                         | Rezultat                         | Rezultat                         | Rezultat                         | Rezultat                         | Rezultat                         | Rezultat                         | Rezultat                         | Rezultat                         | Rezultat                         | Rezultat                         | Rezultat                         | Rezultat                         | Rezultat                         | Rezultat                         | Rezultat                         | Rezultat                         | Rezultat                         | Rezultat                         | Rezultat                         | Rezultat                         | Rezultat                         | Rezultat                         | Rezultat                         | Rezultat                         | Rezultat                         | Rezultat                         | Rezultat                         | Rezultat                         | Rezultat                         | Rezultat                         | Rezultat                         | Rezultat                         | Rezultat                         | Rezultat                         | Rezultat                         | Rezultat                         | Rezultat                         | Rezultat                         | Rezultat                         | Rezultat                         | Rezultat                         | Rezultat                         | Rezultat                         | Rezultat                         | Rezultat                         | Rezultat                         | Rezultat                         | Rezultat                         | Rezultat                         | Rezultat                         | Rezultat                         | Rezultat                         | Rezultat                         | Rezultat                         | Rezultat                         | Rezultat                         | Rezultat                         | Rezultat                         | Rezultat                         | Rezultat                         | Rezultat                         | Rezultat                         | Rezultat                         | Rezultat                         | Rezultat                         | Rezultat                         | Rezultat                         | Rezultat                         | Rezultat                         | Rezultat                         | Rezultat                         | Rezultat                         | Rezultat                         |
| 2        | 2        | 2        | 2        | 2        | 2        | 2        | 2        | 2        | 2        | 2        | 2        | 2        | 2        | 2        | 2        | 2        | 2        | 2        | 2        | 2        | 2        | 2        | 2        | 2        | 2        | 2        | 2        | 2        | 2        | 2        | 2        | 2        | 2        | 2        | 2        | 2        | 2        | 2        | 2        | 2        | 2        | 2        | 2        | 2        | 2        | 2        | 2        | 2        | 2        | 2        | 2        | 2        | 2        | 2        | 2        | 2        | 2        | 2        | 2        | 2        | 2        | 2        | 2        | 2        | 2        | 2        | 2        | 2        | 2        | 2        | 2        | 2        | 2        | 2        | 2        | 2        | 2        | 2        | 2        | 2        | 2        | 2        | 2        | 2        | 2        | 2        | 2        | 2        | 2        | 2        | 2        | 2        | 2        | 2        | 2        | 2        | 2        | 2        | 2        | Audiții pe nevăzute | Audiții pe nevăzute | Audiții pe nevăzute | Audiții pe nevăzute | Audiții pe nevăzute | Audiții pe nevăzute | Audiții pe nevăzute | Audiții pe nevăzute | Audiții pe nevăzute | Audiții pe nevăzute | Audiții pe nevăzute | Audiții pe nevăzute | Audiții pe nevăzute | Audiții pe nevăzute | Audiții pe nevăzute | Audiții pe nevăzute | Audiții pe nevăzute | Audiții pe nevăzute | Audiții pe nevăzute | Audiții pe nevăzute | Audiții pe nevăzute | Audiții pe nevăzute | Audiții pe nevăzute | Audiții pe nevăzute | Audiții pe nevăzute | Audiții pe nevăzute | Audiții pe nevăzute | Audiții pe nevăzute | Audiții pe nevăzute | Audiții pe nevăzute | Audiții pe nevăzute | Audiții pe nevăzute | Audiții pe nevăzute | Audiții pe nevăzute | Audiții pe nevăzute | Audiții pe nevăzute | Audiții pe nevăzute | Audiții pe nevăzute | Audiții pe nevăzute | Audiții pe nevăzute | Audiții pe nevăzute | Audiții pe nevăzute | Audiții pe nevăzute | Audiții pe nevăzute | Audiții pe nevăzute | Audiții pe nevăzute | Audiții pe nevăzute | Audiții pe nevăzute | Audiții pe nevăzute | Audiții pe nevăzute | Audiții pe nevăzute | Audiții pe nevăzute | Audiții pe nevăzute | Audiții pe nevăzute | Audiții pe nevăzute | Audiții pe nevăzute | Audiții pe nevăzute | Audiții pe nevăzute | Audiții pe nevăzute | Audiții pe nevăzute | Audiții pe nevăzute | Audiții pe nevăzute | Audiții pe nevăzute | Audiții pe nevăzute | Audiții pe nevăzute | Audiții pe nevăzute | Audiții pe nevăzute | Audiții pe nevăzute | Audiții pe nevăzute | Audiții pe nevăzute | Audiții pe nevăzute | Audiții pe nevăzute | Audiții pe nevăzute | Audiții pe nevăzute | Audiții pe nevăzute | Audiții pe nevăzute | Audiții pe nevăzute | Audiții pe nevăzute | Audiții pe nevăzute | Audiții pe nevăzute | Audiții pe nevăzute | Audiții pe nevăzute | Audiții pe nevăzute | Audiții pe nevăzute | Audiții pe nevăzute | Audiții pe nevăzute | Audiții pe nevăzute | Audiții pe nevăzute | Audiții pe nevăzute | Audiții pe nevăzute | Audiții pe nevăzute | Audiții pe nevăzute | Audiții pe nevăzute | Audiții pe nevăzute | Audiții pe nevăzute | Audiții pe nevăzute | Audiții pe nevăzute | Audiții pe nevăzute | Audiții pe nevăzute | Audiții pe nevăzute | „Down on My Knees”                                          | „Down on My Knees”                                          | „Down on My Knees”                                          | „Down on My Knees”                                          | „Down on My Knees”                                          | „Down on My Knees”                                          | „Down on My Knees”                                          | „Down on My Knees”                                          | „Down on My Knees”                                          | „Down on My Knees”                                          | „Down on My Knees”                                          | „Down on My Knees”                                          | „Down on My Knees”                                          | „Down on My Knees”                                          | „Down on My Knees”                                          | „Down on My Knees”                                          | „Down on My Knees”                                          | „Down on My Knees”                                          | „Down on My Knees”                                          | „Down on My Knees”                                          | „Down on My Knees”                                          | „Down on My Knees”                                          | „Down on My Knees”                                          | „Down on My Knees”                                          | „Down on My Knees”                                          | „Down on My Knees”                                          | „Down on My Knees”                                          | „Down on My Knees”                                          | „Down on My Knees”                                          | „Down on My Knees”                                          | „Down on My Knees”                                          | „Down on My Knees”                                          | „Down on My Knees”                                          | „Down on My Knees”                                          | „Down on My Knees”                                          | „Down on My Knees”                                          | „Down on My Knees”                                          | „Down on My Knees”                                          | „Down on My Knees”                                          | „Down on My Knees”                                          | „Down on My Knees”                                          | „Down on My Knees”                                          | „Down on My Knees”                                          | „Down on My Knees”                                          | „Down on My Knees”                                          | „Down on My Knees”                                          | „Down on My Knees”                                          | „Down on My Knees”                                          | „Down on My Knees”                                          | „Down on My Knees”                                          | „Down on My Knees”                                          | „Down on My Knees”                                          | „Down on My Knees”                                          | „Down on My Knees”                                          | „Down on My Knees”                                          | „Down on My Knees”                                          | „Down on My Knees”                                          | „Down on My Knees”                                          | „Down on My Knees”                                          | „Down on My Knees”                                          | „Down on My Knees”                                          | „Down on My Knees”                                          | „Down on My Knees”                                          | „Down on My Knees”                                          | „Down on My Knees”                                          | „Down on My Knees”                                          | „Down on My Knees”                                          | „Down on My Knees”                                          | „Down on My Knees”                                          | „Down on My Knees”                                          | „Down on My Knees”                                          | „Down on My Knees”                                          | „Down on My Knees”                                          | „Down on My Knees”                                          | „Down on My Knees”                                          | „Down on My Knees”                                          | „Down on My Knees”                                          | „Down on My Knees”                                          | „Down on My Knees”                                          | „Down on My Knees”                                          | „Down on My Knees”                                          | „Down on My Knees”                                          | „Down on My Knees”                                          | „Down on My Knees”                                          | „Down on My Knees”                                          | „Down on My Knees”                                          | „Down on My Knees”                                          | „Down on My Knees”                                          | „Down on My Knees”                                          | „Down on My Knees”                                          | „Down on My Knees”                                          | „Down on My Knees”                                          | „Down on My Knees”                                          | „Down on My Knees”                                          | „Down on My Knees”                                          | „Down on My Knees”                                          | „Down on My Knees”                                          | „Down on My Knees”                                          | „Down on My Knees”                                          | „Down on My Knees”                                          | Ayo                     | Ayo                     | Ayo                     | Ayo                     | Ayo                     | Ayo                     | Ayo                     | Ayo                     | Ayo                     | Ayo                     | Ayo                     | Ayo                     | Ayo                     | Ayo                     | Ayo                     | Ayo                     | Ayo                     | Ayo                     | Ayo                     | Ayo                     | Ayo                     | Ayo                     | Ayo                     | Ayo                     | Ayo                     | Ayo                     | Ayo                     | Ayo                     | Ayo                     | Ayo                     | Ayo                     | Ayo                     | Ayo                     | Ayo                     | Ayo                     | Ayo                     | Ayo                     | Ayo                     | Ayo                     | Ayo                     | Ayo                     | Ayo                     | Ayo                     | Ayo                     | Ayo                     | Ayo                     | Ayo                     | Ayo                     | Ayo                     | Ayo                     | Ayo                     | Ayo                     | Ayo                     | Ayo                     | Ayo                     | Ayo                     | Ayo                     | Ayo                     | Ayo                     | Ayo                     | Ayo                     | Ayo                     | Ayo                     | Ayo                     | Ayo                     | Ayo                     | Ayo                     | Ayo                     | Ayo                     | Ayo                     | Ayo                     | Ayo                     | Ayo                     | Ayo                     | Ayo                     | Ayo                     | Ayo                     | Ayo                     | Ayo                     | Ayo                     | Ayo                     | Ayo                     | Ayo                     | Ayo                     | Ayo                     | Ayo                     | Ayo                     | Ayo                     | Ayo                     | Ayo                     | Ayo                     | Ayo                     | Ayo                     | Ayo                     | Ayo                     | Ayo                     | Ayo                     | Ayo                     | Ayo                     | Ayo                     | A întors toate cele patru scaune | A întors toate cele patru scaune | A întors toate cele patru scaune | A întors toate cele patru scaune | A întors toate cele patru scaune | A întors toate cele patru scaune | A întors toate cele patru scaune | A întors toate cele patru scaune | A întors toate cele patru scaune | A întors toate cele patru scaune | A întors toate cele patru scaune | A întors toate cele patru scaune | A întors toate cele patru scaune | A întors toate cele patru scaune | A întors toate cele patru scaune | A întors toate cele patru scaune | A întors toate cele patru scaune | A întors toate cele patru scaune | A întors toate cele patru scaune | A întors toate cele patru scaune | A întors toate cele patru scaune | A întors toate cele patru scaune | A întors toate cele patru scaune | A întors toate cele patru scaune | A întors toate cele patru scaune | A întors toate cele patru scaune | A întors toate cele patru scaune | A întors toate cele patru scaune | A întors toate cele patru scaune | A întors toate cele patru scaune | A întors toate cele patru scaune | A întors toate cele patru scaune | A întors toate cele patru scaune | A întors toate cele patru scaune | A întors toate cele patru scaune | A întors toate cele patru scaune | A întors toate cele patru scaune | A întors toate cele patru scaune | A întors toate cele patru scaune | A întors toate cele patru scaune | A întors toate cele patru scaune | A întors toate cele patru scaune | A întors toate cele patru scaune | A întors toate cele patru scaune | A întors toate cele patru scaune | A întors toate cele patru scaune | A întors toate cele patru scaune | A întors toate cele patru scaune | A întors toate cele patru scaune | A întors toate cele patru scaune | A întors toate cele patru scaune | A întors toate cele patru scaune | A întors toate cele patru scaune | A întors toate cele patru scaune | A întors toate cele patru scaune | A întors toate cele patru scaune | A întors toate cele patru scaune | A întors toate cele patru scaune | A întors toate cele patru scaune | A întors toate cele patru scaune | A întors toate cele patru scaune | A întors toate cele patru scaune | A întors toate cele patru scaune | A întors toate cele patru scaune | A întors toate cele patru scaune | A întors toate cele patru scaune | A întors toate cele patru scaune | A întors toate cele patru scaune | A întors toate cele patru scaune | A întors toate cele patru scaune | A întors toate cele patru scaune | A întors toate cele patru scaune | A întors toate cele patru scaune | A întors toate cele patru scaune | A întors toate cele patru scaune | A întors toate cele patru scaune | A întors toate cele patru scaune | A întors toate cele patru scaune | A întors toate cele patru scaune | A întors toate cele patru scaune | A întors toate cele patru scaune | A întors toate cele patru scaune | A întors toate cele patru scaune | A întors toate cele patru scaune | A întors toate cele patru scaune | A întors toate cele patru scaune | A întors toate cele patru scaune | A întors toate cele patru scaune | A întors toate cele patru scaune | A întors toate cele patru scaune | A întors toate cele patru scaune | A întors toate cele patru scaune | A întors toate cele patru scaune | A întors toate cele patru scaune | A întors toate cele patru scaune | A întors toate cele patru scaune | A întors toate cele patru scaune | A întors toate cele patru scaune | A întors toate cele patru scaune | A întors toate cele patru scaune |
| 9        | 9        | 9        | 9        | 9        | 9        | 9        | 9        | 9        | 9        | 9        | 9        | 9        | 9        | 9        | 9        | 9        | 9        | 9        | 9        | 9        | 9        | 9        | 9        | 9        | 9        | 9        | 9        | 9        | 9        | 9        | 9        | 9        | 9        | 9        | 9        | 9        | 9        | 9        | 9        | 9        | 9        | 9        | 9        | 9        | 9        | 9        | 9        | 9        | 9        | 9        | 9        | 9        | 9        | 9        | 9        | 9        | 9        | 9        | 9        | 9        | 9        | 9        | 9        | 9        | 9        | 9        | 9        | 9        | 9        | 9        | 9        | 9        | 9        | 9        | 9        | 9        | 9        | 9        | 9        | 9        | 9        | 9        | 9        | 9        | 9        | 9        | 9        | 9        | 9        | 9        | 9        | 9        | 9        | 9        | 9        | 9        | 9        | 9        | 9        | Confruntări         | Confruntări         | Confruntări         | Confruntări         | Confruntări         | Confruntări         | Confruntări         | Confruntări         | Confruntări         | Confruntări         | Confruntări         | Confruntări         | Confruntări         | Confruntări         | Confruntări         | Confruntări         | Confruntări         | Confruntări         | Confruntări         | Confruntări         | Confruntări         | Confruntări         | Confruntări         | Confruntări         | Confruntări         | Confruntări         | Confruntări         | Confruntări         | Confruntări         | Confruntări         | Confruntări         | Confruntări         | Confruntări         | Confruntări         | Confruntări         | Confruntări         | Confruntări         | Confruntări         | Confruntări         | Confruntări         | Confruntări         | Confruntări         | Confruntări         | Confruntări         | Confruntări         | Confruntări         | Confruntări         | Confruntări         | Confruntări         | Confruntări         | Confruntări         | Confruntări         | Confruntări         | Confruntări         | Confruntări         | Confruntări         | Confruntări         | Confruntări         | Confruntări         | Confruntări         | Confruntări         | Confruntări         | Confruntări         | Confruntări         | Confruntări         | Confruntări         | Confruntări         | Confruntări         | Confruntări         | Confruntări         | Confruntări         | Confruntări         | Confruntări         | Confruntări         | Confruntări         | Confruntări         | Confruntări         | Confruntări         | Confruntări         | Confruntări         | Confruntări         | Confruntări         | Confruntări         | Confruntări         | Confruntări         | Confruntări         | Confruntări         | Confruntări         | Confruntări         | Confruntări         | Confruntări         | Confruntări         | Confruntări         | Confruntări         | Confruntări         | Confruntări         | Confruntări         | Confruntări         | Confruntări         | Confruntări         | „Sober” (vs Paula Rotar)                                    | „Sober” (vs Paula Rotar)                                    | „Sober” (vs Paula Rotar)                                    | „Sober” (vs Paula Rotar)                                    | „Sober” (vs Paula Rotar)                                    | „Sober” (vs Paula Rotar)                                    | „Sober” (vs Paula Rotar)                                    | „Sober” (vs Paula Rotar)                                    | „Sober” (vs Paula Rotar)                                    | „Sober” (vs Paula Rotar)                                    | „Sober” (vs Paula Rotar)                                    | „Sober” (vs Paula Rotar)                                    | „Sober” (vs Paula Rotar)                                    | „Sober” (vs Paula Rotar)                                    | „Sober” (vs Paula Rotar)                                    | „Sober” (vs Paula Rotar)                                    | „Sober” (vs Paula Rotar)                                    | „Sober” (vs Paula Rotar)                                    | „Sober” (vs Paula Rotar)                                    | „Sober” (vs Paula Rotar)                                    | „Sober” (vs Paula Rotar)                                    | „Sober” (vs Paula Rotar)                                    | „Sober” (vs Paula Rotar)                                    | „Sober” (vs Paula Rotar)                                    | „Sober” (vs Paula Rotar)                                    | „Sober” (vs Paula Rotar)                                    | „Sober” (vs Paula Rotar)                                    | „Sober” (vs Paula Rotar)                                    | „Sober” (vs Paula Rotar)                                    | „Sober” (vs Paula Rotar)                                    | „Sober” (vs Paula Rotar)                                    | „Sober” (vs Paula Rotar)                                    | „Sober” (vs Paula Rotar)                                    | „Sober” (vs Paula Rotar)                                    | „Sober” (vs Paula Rotar)                                    | „Sober” (vs Paula Rotar)                                    | „Sober” (vs Paula Rotar)                                    | „Sober” (vs Paula Rotar)                                    | „Sober” (vs Paula Rotar)                                    | „Sober” (vs Paula Rotar)                                    | „Sober” (vs Paula Rotar)                                    | „Sober” (vs Paula Rotar)                                    | „Sober” (vs Paula Rotar)                                    | „Sober” (vs Paula Rotar)                                    | „Sober” (vs Paula Rotar)                                    | „Sober” (vs Paula Rotar)                                    | „Sober” (vs Paula Rotar)                                    | „Sober” (vs Paula Rotar)                                    | „Sober” (vs Paula Rotar)                                    | „Sober” (vs Paula Rotar)                                    | „Sober” (vs Paula Rotar)                                    | „Sober” (vs Paula Rotar)                                    | „Sober” (vs Paula Rotar)                                    | „Sober” (vs Paula Rotar)                                    | „Sober” (vs Paula Rotar)                                    | „Sober” (vs Paula Rotar)                                    | „Sober” (vs Paula Rotar)                                    | „Sober” (vs Paula Rotar)                                    | „Sober” (vs Paula Rotar)                                    | „Sober” (vs Paula Rotar)                                    | „Sober” (vs Paula Rotar)                                    | „Sober” (vs Paula Rotar)                                    | „Sober” (vs Paula Rotar)                                    | „Sober” (vs Paula Rotar)                                    | „Sober” (vs Paula Rotar)                                    | „Sober” (vs Paula Rotar)                                    | „Sober” (vs Paula Rotar)                                    | „Sober” (vs Paula Rotar)                                    | „Sober” (vs Paula Rotar)                                    | „Sober” (vs Paula Rotar)                                    | „Sober” (vs Paula Rotar)                                    | „Sober” (vs Paula Rotar)                                    | „Sober” (vs Paula Rotar)                                    | „Sober” (vs Paula Rotar)                                    | „Sober” (vs Paula Rotar)                                    | „Sober” (vs Paula Rotar)                                    | „Sober” (vs Paula Rotar)                                    | „Sober” (vs Paula Rotar)                                    | „Sober” (vs Paula Rotar)                                    | „Sober” (vs Paula Rotar)                                    | „Sober” (vs Paula Rotar)                                    | „Sober” (vs Paula Rotar)                                    | „Sober” (vs Paula Rotar)                                    | „Sober” (vs Paula Rotar)                                    | „Sober” (vs Paula Rotar)                                    | „Sober” (vs Paula Rotar)                                    | „Sober” (vs Paula Rotar)                                    | „Sober” (vs Paula Rotar)                                    | „Sober” (vs Paula Rotar)                                    | „Sober” (vs Paula Rotar)                                    | „Sober” (vs Paula Rotar)                                    | „Sober” (vs Paula Rotar)                                    | „Sober” (vs Paula Rotar)                                    | „Sober” (vs Paula Rotar)                                    | „Sober” (vs Paula Rotar)                                    | „Sober” (vs Paula Rotar)                                    | „Sober” (vs Paula Rotar)                                    | „Sober” (vs Paula Rotar)                                    | „Sober” (vs Paula Rotar)                                    | „Sober” (vs Paula Rotar)                                    | Pink                    | Pink                    | Pink                    | Pink                    | Pink                    | Pink                    | Pink                    | Pink                    | Pink                    | Pink                    | Pink                    | Pink                    | Pink                    | Pink                    | Pink                    | Pink                    | Pink                    | Pink                    | Pink                    | Pink                    | Pink                    | Pink                    | Pink                    | Pink                    | Pink                    | Pink                    | Pink                    | Pink                    | Pink                    | Pink                    | Pink                    | Pink                    | Pink                    | Pink                    | Pink                    | Pink                    | Pink                    | Pink                    | Pink                    | Pink                    | Pink                    | Pink                    | Pink                    | Pink                    | Pink                    | Pink                    | Pink                    | Pink                    | Pink                    | Pink                    | Pink                    | Pink                    | Pink                    | Pink                    | Pink                    | Pink                    | Pink                    | Pink                    | Pink                    | Pink                    | Pink                    | Pink                    | Pink                    | Pink                    | Pink                    | Pink                    | Pink                    | Pink                    | Pink                    | Pink                    | Pink                    | Pink                    | Pink                    | Pink                    | Pink                    | Pink                    | Pink                    | Pink                    | Pink                    | Pink                    | Pink                    | Pink                    | Pink                    | Pink                    | Pink                    | Pink                    | Pink                    | Pink                    | Pink                    | Pink                    | Pink                    | Pink                    | Pink                    | Pink                    | Pink                    | Pink                    | Pink                    | Pink                    | Pink                    | Pink                    | Salvată de Tudor                 | Salvată de Tudor                 | Salvată de Tudor                 | Salvată de Tudor                 | Salvată de Tudor                 | Salvată de Tudor                 | Salvată de Tudor                 | Salvată de Tudor                 | Salvată de Tudor                 | Salvată de Tudor                 | Salvată de Tudor                 | Salvată de Tudor                 | Salvată de Tudor                 | Salvată de Tudor                 | Salvată de Tudor                 | Salvată de Tudor                 | Salvată de Tudor                 | Salvată de Tudor                 | Salvată de Tudor                 | Salvată de Tudor                 | Salvată de Tudor                 | Salvată de Tudor                 | Salvată de Tudor                 | Salvată de Tudor                 | Salvată de Tudor                 | Salvată de Tudor                 | Salvată de Tudor                 | Salvată de Tudor                 | Salvată de Tudor                 | Salvată de Tudor                 | Salvată de Tudor                 | Salvată de Tudor                 | Salvată de Tudor                 | Salvată de Tudor                 | Salvată de Tudor                 | Salvată de Tudor                 | Salvată de Tudor                 | Salvată de Tudor                 | Salvată de Tudor                 | Salvată de Tudor                 | Salvată de Tudor                 | Salvată de Tudor                 | Salvată de Tudor                 | Salvată de Tudor                 | Salvată de Tudor                 | Salvată de Tudor                 | Salvată de Tudor                 | Salvată de Tudor                 | Salvată de Tudor                 | Salvată de Tudor                 | Salvată de Tudor                 | Salvată de Tudor                 | Salvată de Tudor                 | Salvată de Tudor                 | Salvată de Tudor                 | Salvată de Tudor                 | Salvată de Tudor                 | Salvată de Tudor                 | Salvată de Tudor                 | Salvată de Tudor                 | Salvată de Tudor                 | Salvată de Tudor                 | Salvată de Tudor                 | Salvată de Tudor                 | Salvată de Tudor                 | Salvată de Tudor                 | Salvată de Tudor                 | Salvată de Tudor                 | Salvată de Tudor                 | Salvată de Tudor                 | Salvată de Tudor                 | Salvată de Tudor                 | Salvată de Tudor                 | Salvată de Tudor                 | Salvată de Tudor                 | Salvată de Tudor                 | Salvată de Tudor                 | Salvată de Tudor                 | Salvată de Tudor                 | Salvată de Tudor                 | Salvată de Tudor                 | Salvată de Tudor                 | Salvată de Tudor                 | Salvată de Tudor                 | Salvată de Tudor                 | Salvată de Tudor                 | Salvată de Tudor                 | Salvată de Tudor                 | Salvată de Tudor                 | Salvată de Tudor                 | Salvată de Tudor                 | Salvată de Tudor                 | Salvată de Tudor                 | Salvată de Tudor                 | Salvată de Tudor                 | Salvată de Tudor                 | Salvată de Tudor                 | Salvată de Tudor                 | Salvată de Tudor                 | Salvată de Tudor                 |
| 12       | 12       | 12       | 12       | 12       | 12       | 12       | 12       | 12       | 12       | 12       | 12       | 12       | 12       | 12       | 12       | 12       | 12       | 12       | 12       | 12       | 12       | 12       | 12       | 12       | 12       | 12       | 12       | 12       | 12       | 12       | 12       | 12       | 12       | 12       | 12       | 12       | 12       | 12       | 12       | 12       | 12       | 12       | 12       | 12       | 12       | 12       | 12       | 12       | 12       | 12       | 12       | 12       | 12       | 12       | 12       | 12       | 12       | 12       | 12       | 12       | 12       | 12       | 12       | 12       | 12       | 12       | 12       | 12       | 12       | 12       | 12       | 12       | 12       | 12       | 12       | 12       | 12       | 12       | 12       | 12       | 12       | 12       | 12       | 12       | 12       | 12       | 12       | 12       | 12       | 12       | 12       | 12       | 12       | 12       | 12       | 12       | 12       | 12       | 12       | Top 32, Partea 2    | Top 32, Partea 2    | Top 32, Partea 2    | Top 32, Partea 2    | Top 32, Partea 2    | Top 32, Partea 2    | Top 32, Partea 2    | Top 32, Partea 2    | Top 32, Partea 2    | Top 32, Partea 2    | Top 32, Partea 2    | Top 32, Partea 2    | Top 32, Partea 2    | Top 32, Partea 2    | Top 32, Partea 2    | Top 32, Partea 2    | Top 32, Partea 2    | Top 32, Partea 2    | Top 32, Partea 2    | Top 32, Partea 2    | Top 32, Partea 2    | Top 32, Partea 2    | Top 32, Partea 2    | Top 32, Partea 2    | Top 32, Partea 2    | Top 32, Partea 2    | Top 32, Partea 2    | Top 32, Partea 2    | Top 32, Partea 2    | Top 32, Partea 2    | Top 32, Partea 2    | Top 32, Partea 2    | Top 32, Partea 2    | Top 32, Partea 2    | Top 32, Partea 2    | Top 32, Partea 2    | Top 32, Partea 2    | Top 32, Partea 2    | Top 32, Partea 2    | Top 32, Partea 2    | Top 32, Partea 2    | Top 32, Partea 2    | Top 32, Partea 2    | Top 32, Partea 2    | Top 32, Partea 2    | Top 32, Partea 2    | Top 32, Partea 2    | Top 32, Partea 2    | Top 32, Partea 2    | Top 32, Partea 2    | Top 32, Partea 2    | Top 32, Partea 2    | Top 32, Partea 2    | Top 32, Partea 2    | Top 32, Partea 2    | Top 32, Partea 2    | Top 32, Partea 2    | Top 32, Partea 2    | Top 32, Partea 2    | Top 32, Partea 2    | Top 32, Partea 2    | Top 32, Partea 2    | Top 32, Partea 2    | Top 32, Partea 2    | Top 32, Partea 2    | Top 32, Partea 2    | Top 32, Partea 2    | Top 32, Partea 2    | Top 32, Partea 2    | Top 32, Partea 2    | Top 32, Partea 2    | Top 32, Partea 2    | Top 32, Partea 2    | Top 32, Partea 2    | Top 32, Partea 2    | Top 32, Partea 2    | Top 32, Partea 2    | Top 32, Partea 2    | Top 32, Partea 2    | Top 32, Partea 2    | Top 32, Partea 2    | Top 32, Partea 2    | Top 32, Partea 2    | Top 32, Partea 2    | Top 32, Partea 2    | Top 32, Partea 2    | Top 32, Partea 2    | Top 32, Partea 2    | Top 32, Partea 2    | Top 32, Partea 2    | Top 32, Partea 2    | Top 32, Partea 2    | Top 32, Partea 2    | Top 32, Partea 2    | Top 32, Partea 2    | Top 32, Partea 2    | Top 32, Partea 2    | Top 32, Partea 2    | Top 32, Partea 2    | Top 32, Partea 2    | „Un actor grăbit”                                           | „Un actor grăbit”                                           | „Un actor grăbit”                                           | „Un actor grăbit”                                           | „Un actor grăbit”                                           | „Un actor grăbit”                                           | „Un actor grăbit”                                           | „Un actor grăbit”                                           | „Un actor grăbit”                                           | „Un actor grăbit”                                           | „Un actor grăbit”                                           | „Un actor grăbit”                                           | „Un actor grăbit”                                           | „Un actor grăbit”                                           | „Un actor grăbit”                                           | „Un actor grăbit”                                           | „Un actor grăbit”                                           | „Un actor grăbit”                                           | „Un actor grăbit”                                           | „Un actor grăbit”                                           | „Un actor grăbit”                                           | „Un actor grăbit”                                           | „Un actor grăbit”                                           | „Un actor grăbit”                                           | „Un actor grăbit”                                           | „Un actor grăbit”                                           | „Un actor grăbit”                                           | „Un actor grăbit”                                           | „Un actor grăbit”                                           | „Un actor grăbit”                                           | „Un actor grăbit”                                           | „Un actor grăbit”                                           | „Un actor grăbit”                                           | „Un actor grăbit”                                           | „Un actor grăbit”                                           | „Un actor grăbit”                                           | „Un actor grăbit”                                           | „Un actor grăbit”                                           | „Un actor grăbit”                                           | „Un actor grăbit”                                           | „Un actor grăbit”                                           | „Un actor grăbit”                                           | „Un actor grăbit”                                           | „Un actor grăbit”                                           | „Un actor grăbit”                                           | „Un actor grăbit”                                           | „Un actor grăbit”                                           | „Un actor grăbit”                                           | „Un actor grăbit”                                           | „Un actor grăbit”                                           | „Un actor grăbit”                                           | „Un actor grăbit”                                           | „Un actor grăbit”                                           | „Un actor grăbit”                                           | „Un actor grăbit”                                           | „Un actor grăbit”                                           | „Un actor grăbit”                                           | „Un actor grăbit”                                           | „Un actor grăbit”                                           | „Un actor grăbit”                                           | „Un actor grăbit”                                           | „Un actor grăbit”                                           | „Un actor grăbit”                                           | „Un actor grăbit”                                           | „Un actor grăbit”                                           | „Un actor grăbit”                                           | „Un actor grăbit”                                           | „Un actor grăbit”                                           | „Un actor grăbit”                                           | „Un actor grăbit”                                           | „Un actor grăbit”                                           | „Un actor grăbit”                                           | „Un actor grăbit”                                           | „Un actor grăbit”                                           | „Un actor grăbit”                                           | „Un actor grăbit”                                           | „Un actor grăbit”                                           | „Un actor grăbit”                                           | „Un actor grăbit”                                           | „Un actor grăbit”                                           | „Un actor grăbit”                                           | „Un actor grăbit”                                           | „Un actor grăbit”                                           | „Un actor grăbit”                                           | „Un actor grăbit”                                           | „Un actor grăbit”                                           | „Un actor grăbit”                                           | „Un actor grăbit”                                           | „Un actor grăbit”                                           | „Un actor grăbit”                                           | „Un actor grăbit”                                           | „Un actor grăbit”                                           | „Un actor grăbit”                                           | „Un actor grăbit”                                           | „Un actor grăbit”                                           | „Un actor grăbit”                                           | „Un actor grăbit”                                           | „Un actor grăbit”                                           | „Un actor grăbit”                                           | „Un actor grăbit”                                           | Laura Stoica            | Laura Stoica            | Laura Stoica            | Laura Stoica            | Laura Stoica            | Laura Stoica            | Laura Stoica            | Laura Stoica            | Laura Stoica            | Laura Stoica            | Laura Stoica            | Laura Stoica            | Laura Stoica            | Laura Stoica            | Laura Stoica            | Laura Stoica            | Laura Stoica            | Laura Stoica            | Laura Stoica            | Laura Stoica            | Laura Stoica            | Laura Stoica            | Laura Stoica            | Laura Stoica            | Laura Stoica            | Laura Stoica            | Laura Stoica            | Laura Stoica            | Laura Stoica            | Laura Stoica            | Laura Stoica            | Laura Stoica            | Laura Stoica            | Laura Stoica            | Laura Stoica            | Laura Stoica            | Laura Stoica            | Laura Stoica            | Laura Stoica            | Laura Stoica            | Laura Stoica            | Laura Stoica            | Laura Stoica            | Laura Stoica            | Laura Stoica            | Laura Stoica            | Laura Stoica            | Laura Stoica            | Laura Stoica            | Laura Stoica            | Laura Stoica            | Laura Stoica            | Laura Stoica            | Laura Stoica            | Laura Stoica            | Laura Stoica            | Laura Stoica            | Laura Stoica            | Laura Stoica            | Laura Stoica            | Laura Stoica            | Laura Stoica            | Laura Stoica            | Laura Stoica            | Laura Stoica            | Laura Stoica            | Laura Stoica            | Laura Stoica            | Laura Stoica            | Laura Stoica            | Laura Stoica            | Laura Stoica            | Laura Stoica            | Laura Stoica            | Laura Stoica            | Laura Stoica            | Laura Stoica            | Laura Stoica            | Laura Stoica            | Laura Stoica            | Laura Stoica            | Laura Stoica            | Laura Stoica            | Laura Stoica            | Laura Stoica            | Laura Stoica            | Laura Stoica            | Laura Stoica            | Laura Stoica            | Laura Stoica            | Laura Stoica            | Laura Stoica            | Laura Stoica            | Laura Stoica            | Laura Stoica            | Laura Stoica            | Laura Stoica            | Laura Stoica            | Laura Stoica            | Laura Stoica            | Salvată de Tudor                 | Salvată de Tudor                 | Salvată de Tudor                 | Salvată de Tudor                 | Salvată de Tudor                 | Salvată de Tudor                 | Salvată de Tudor                 | Salvată de Tudor                 | Salvată de Tudor                 | Salvată de Tudor                 | Salvată de Tudor                 | Salvată de Tudor                 | Salvată de Tudor                 | Salvată de Tudor                 | Salvată de Tudor                 | Salvată de Tudor                 | Salvată de Tudor                 | Salvată de Tudor                 | Salvată de Tudor                 | Salvată de Tudor                 | Salvată de Tudor                 | Salvată de Tudor                 | Salvată de Tudor                 | Salvată de Tudor                 | Salvată de Tudor                 | Salvată de Tudor                 | Salvată de Tudor                 | Salvată de Tudor                 | Salvată de Tudor                 | Salvată de Tudor                 | Salvată de Tudor                 | Salvată de Tudor                 | Salvată de Tudor                 | Salvată de Tudor                 | Salvată de Tudor                 | Salvată de Tudor                 | Salvată de Tudor                 | Salvată de Tudor                 | Salvată de Tudor                 | Salvată de Tudor                 | Salvată de Tudor                 | Salvată de Tudor                 | Salvată de Tudor                 | Salvată de Tudor                 | Salvată de Tudor                 | Salvată de Tudor                 | Salvată de Tudor                 | Salvată de Tudor                 | Salvată de Tudor                 | Salvată de Tudor                 | Salvată de Tudor                 | Salvată de Tudor                 | Salvată de Tudor                 | Salvată de Tudor                 | Salvată de Tudor                 | Salvată de Tudor                 | Salvată de Tudor                 | Salvată de Tudor                 | Salvată de Tudor                 | Salvată de Tudor                 | Salvată de Tudor                 | Salvată de Tudor                 | Salvată de Tudor                 | Salvată de Tudor                 | Salvată de Tudor                 | Salvată de Tudor                 | Salvată de Tudor                 | Salvată de Tudor                 | Salvată de Tudor                 | Salvată de Tudor                 | Salvată de Tudor                 | Salvată de Tudor                 | Salvată de Tudor                 | Salvată de Tudor                 | Salvată de Tudor                 | Salvată de Tudor                 | Salvată de Tudor                 | Salvată de Tudor                 | Salvată de Tudor                 | Salvată de Tudor                 | Salvată de Tudor                 | Salvată de Tudor                 | Salvată de Tudor                 | Salvată de Tudor                 | Salvată de Tudor                 | Salvată de Tudor                 | Salvată de Tudor                 | Salvată de Tudor                 | Salvată de Tudor                 | Salvată de Tudor                 | Salvată de Tudor                 | Salvată de Tudor                 | Salvată de Tudor                 | Salvată de Tudor                 | Salvată de Tudor                 | Salvată de Tudor                 | Salvată de Tudor                 | Salvată de Tudor                 | Salvată de Tudor                 | Salvată de Tudor                 |
| 13       | 13       | 13       | 13       | 13       | 13       | 13       | 13       | 13       | 13       | 13       | 13       | 13       | 13       | 13       | 13       | 13       | 13       | 13       | 13       | 13       | 13       | 13       | 13       | 13       | 13       | 13       | 13       | 13       | 13       | 13       | 13       | 13       | 13       | 13       | 13       | 13       | 13       | 13       | 13       | 13       | 13       | 13       | 13       | 13       | 13       | 13       | 13       | 13       | 13       | 13       | 13       | 13       | 13       | 13       | 13       | 13       | 13       | 13       | 13       | 13       | 13       | 13       | 13       | 13       | 13       | 13       | 13       | 13       | 13       | 13       | 13       | 13       | 13       | 13       | 13       | 13       | 13       | 13       | 13       | 13       | 13       | 13       | 13       | 13       | 13       | 13       | 13       | 13       | 13       | 13       | 13       | 13       | 13       | 13       | 13       | 13       | 13       | 13       | 13       | Top 16              | Top 16              | Top 16              | Top 16              | Top 16              | Top 16              | Top 16              | Top 16              | Top 16              | Top 16              | Top 16              | Top 16              | Top 16              | Top 16              | Top 16              | Top 16              | Top 16              | Top 16              | Top 16              | Top 16              | Top 16              | Top 16              | Top 16              | Top 16              | Top 16              | Top 16              | Top 16              | Top 16              | Top 16              | Top 16              | Top 16              | Top 16              | Top 16              | Top 16              | Top 16              | Top 16              | Top 16              | Top 16              | Top 16              | Top 16              | Top 16              | Top 16              | Top 16              | Top 16              | Top 16              | Top 16              | Top 16              | Top 16              | Top 16              | Top 16              | Top 16              | Top 16              | Top 16              | Top 16              | Top 16              | Top 16              | Top 16              | Top 16              | Top 16              | Top 16              | Top 16              | Top 16              | Top 16              | Top 16              | Top 16              | Top 16              | Top 16              | Top 16              | Top 16              | Top 16              | Top 16              | Top 16              | Top 16              | Top 16              | Top 16              | Top 16              | Top 16              | Top 16              | Top 16              | Top 16              | Top 16              | Top 16              | Top 16              | Top 16              | Top 16              | Top 16              | Top 16              | Top 16              | Top 16              | Top 16              | Top 16              | Top 16              | Top 16              | Top 16              | Top 16              | Top 16              | Top 16              | Top 16              | Top 16              | Top 16              | „Squander”                                                  | „Squander”                                                  | „Squander”                                                  | „Squander”                                                  | „Squander”                                                  | „Squander”                                                  | „Squander”                                                  | „Squander”                                                  | „Squander”                                                  | „Squander”                                                  | „Squander”                                                  | „Squander”                                                  | „Squander”                                                  | „Squander”                                                  | „Squander”                                                  | „Squander”                                                  | „Squander”                                                  | „Squander”                                                  | „Squander”                                                  | „Squander”                                                  | „Squander”                                                  | „Squander”                                                  | „Squander”                                                  | „Squander”                                                  | „Squander”                                                  | „Squander”                                                  | „Squander”                                                  | „Squander”                                                  | „Squander”                                                  | „Squander”                                                  | „Squander”                                                  | „Squander”                                                  | „Squander”                                                  | „Squander”                                                  | „Squander”                                                  | „Squander”                                                  | „Squander”                                                  | „Squander”                                                  | „Squander”                                                  | „Squander”                                                  | „Squander”                                                  | „Squander”                                                  | „Squander”                                                  | „Squander”                                                  | „Squander”                                                  | „Squander”                                                  | „Squander”                                                  | „Squander”                                                  | „Squander”                                                  | „Squander”                                                  | „Squander”                                                  | „Squander”                                                  | „Squander”                                                  | „Squander”                                                  | „Squander”                                                  | „Squander”                                                  | „Squander”                                                  | „Squander”                                                  | „Squander”                                                  | „Squander”                                                  | „Squander”                                                  | „Squander”                                                  | „Squander”                                                  | „Squander”                                                  | „Squander”                                                  | „Squander”                                                  | „Squander”                                                  | „Squander”                                                  | „Squander”                                                  | „Squander”                                                  | „Squander”                                                  | „Squander”                                                  | „Squander”                                                  | „Squander”                                                  | „Squander”                                                  | „Squander”                                                  | „Squander”                                                  | „Squander”                                                  | „Squander”                                                  | „Squander”                                                  | „Squander”                                                  | „Squander”                                                  | „Squander”                                                  | „Squander”                                                  | „Squander”                                                  | „Squander”                                                  | „Squander”                                                  | „Squander”                                                  | „Squander”                                                  | „Squander”                                                  | „Squander”                                                  | „Squander”                                                  | „Squander”                                                  | „Squander”                                                  | „Squander”                                                  | „Squander”                                                  | „Squander”                                                  | „Squander”                                                  | „Squander”                                                  | „Squander”                                                  | Skunk Anansie           | Skunk Anansie           | Skunk Anansie           | Skunk Anansie           | Skunk Anansie           | Skunk Anansie           | Skunk Anansie           | Skunk Anansie           | Skunk Anansie           | Skunk Anansie           | Skunk Anansie           | Skunk Anansie           | Skunk Anansie           | Skunk Anansie           | Skunk Anansie           | Skunk Anansie           | Skunk Anansie           | Skunk Anansie           | Skunk Anansie           | Skunk Anansie           | Skunk Anansie           | Skunk Anansie           | Skunk Anansie           | Skunk Anansie           | Skunk Anansie           | Skunk Anansie           | Skunk Anansie           | Skunk Anansie           | Skunk Anansie           | Skunk Anansie           | Skunk Anansie           | Skunk Anansie           | Skunk Anansie           | Skunk Anansie           | Skunk Anansie           | Skunk Anansie           | Skunk Anansie           | Skunk Anansie           | Skunk Anansie           | Skunk Anansie           | Skunk Anansie           | Skunk Anansie           | Skunk Anansie           | Skunk Anansie           | Skunk Anansie           | Skunk Anansie           | Skunk Anansie           | Skunk Anansie           | Skunk Anansie           | Skunk Anansie           | Skunk Anansie           | Skunk Anansie           | Skunk Anansie           | Skunk Anansie           | Skunk Anansie           | Skunk Anansie           | Skunk Anansie           | Skunk Anansie           | Skunk Anansie           | Skunk Anansie           | Skunk Anansie           | Skunk Anansie           | Skunk Anansie           | Skunk Anansie           | Skunk Anansie           | Skunk Anansie           | Skunk Anansie           | Skunk Anansie           | Skunk Anansie           | Skunk Anansie           | Skunk Anansie           | Skunk Anansie           | Skunk Anansie           | Skunk Anansie           | Skunk Anansie           | Skunk Anansie           | Skunk Anansie           | Skunk Anansie           | Skunk Anansie           | Skunk Anansie           | Skunk Anansie           | Skunk Anansie           | Skunk Anansie           | Skunk Anansie           | Skunk Anansie           | Skunk Anansie           | Skunk Anansie           | Skunk Anansie           | Skunk Anansie           | Skunk Anansie           | Skunk Anansie           | Skunk Anansie           | Skunk Anansie           | Skunk Anansie           | Skunk Anansie           | Skunk Anansie           | Skunk Anansie           | Skunk Anansie           | Skunk Anansie           | Skunk Anansie           | Salvată de Tudor                 | Salvată de Tudor                 | Salvată de Tudor                 | Salvată de Tudor                 | Salvată de Tudor                 | Salvată de Tudor                 | Salvată de Tudor                 | Salvată de Tudor                 | Salvată de Tudor                 | Salvată de Tudor                 | Salvată de Tudor                 | Salvată de Tudor                 | Salvată de Tudor                 | Salvată de Tudor                 | Salvată de Tudor                 | Salvată de Tudor                 | Salvată de Tudor                 | Salvată de Tudor                 | Salvată de Tudor                 | Salvată de Tudor                 | Salvată de Tudor                 | Salvată de Tudor                 | Salvată de Tudor                 | Salvată de Tudor                 | Salvată de Tudor                 | Salvată de Tudor                 | Salvată de Tudor                 | Salvată de Tudor                 | Salvată de Tudor                 | Salvată de Tudor                 | Salvată de Tudor                 | Salvată de Tudor                 | Salvată de Tudor                 | Salvată de Tudor                 | Salvată de Tudor                 | Salvată de Tudor                 | Salvată de Tudor                 | Salvată de Tudor                 | Salvată de Tudor                 | Salvată de Tudor                 | Salvată de Tudor                 | Salvată de Tudor                 | Salvată de Tudor                 | Salvată de Tudor                 | Salvată de Tudor                 | Salvată de Tudor                 | Salvată de Tudor                 | Salvată de Tudor                 | Salvată de Tudor                 | Salvată de Tudor                 | Salvată de Tudor                 | Salvată de Tudor                 | Salvată de Tudor                 | Salvată de Tudor                 | Salvată de Tudor                 | Salvată de Tudor                 | Salvată de Tudor                 | Salvată de Tudor                 | Salvată de Tudor                 | Salvată de Tudor                 | Salvată de Tudor                 | Salvată de Tudor                 | Salvată de Tudor                 | Salvată de Tudor                 | Salvată de Tudor                 | Salvată de Tudor                 | Salvată de Tudor                 | Salvată de Tudor                 | Salvată de Tudor                 | Salvată de Tudor                 | Salvată de Tudor                 | Salvată de Tudor                 | Salvată de Tudor                 | Salvată de Tudor                 | Salvată de Tudor                 | Salvată de Tudor                 | Salvată de Tudor                 | Salvată de Tudor                 | Salvată de Tudor                 | Salvată de Tudor                 | Salvată de Tudor                 | Salvată de Tudor                 | Salvată de Tudor                 | Salvată de Tudor                 | Salvată de Tudor                 | Salvată de Tudor                 | Salvată de Tudor                 | Salvată de Tudor                 | Salvată de Tudor                 | Salvată de Tudor                 | Salvată de Tudor                 | Salvată de Tudor                 | Salvată de Tudor                 | Salvată de Tudor                 | Salvată de Tudor                 | Salvată de Tudor                 | Salvată de Tudor                 | Salvată de Tudor                 | Salvată de Tudor                 | Salvată de Tudor                 |
| 14       | 14       | 14       | 14       | 14       | 14       | 14       | 14       | 14       | 14       | 14       | 14       | 14       | 14       | 14       | 14       | 14       | 14       | 14       | 14       | 14       | 14       | 14       | 14       | 14       | 14       | 14       | 14       | 14       | 14       | 14       | 14       | 14       | 14       | 14       | 14       | 14       | 14       | 14       | 14       | 14       | 14       | 14       | 14       | 14       | 14       | 14       | 14       | 14       | 14       | 14       | 14       | 14       | 14       | 14       | 14       | 14       | 14       | 14       | 14       | 14       | 14       | 14       | 14       | 14       | 14       | 14       | 14       | 14       | 14       | 14       | 14       | 14       | 14       | 14       | 14       | 14       | 14       | 14       | 14       | 14       | 14       | 14       | 14       | 14       | 14       | 14       | 14       | 14       | 14       | 14       | 14       | 14       | 14       | 14       | 14       | 14       | 14       | 14       | 14       | Semifinala          | Semifinala          | Semifinala          | Semifinala          | Semifinala          | Semifinala          | Semifinala          | Semifinala          | Semifinala          | Semifinala          | Semifinala          | Semifinala          | Semifinala          | Semifinala          | Semifinala          | Semifinala          | Semifinala          | Semifinala          | Semifinala          | Semifinala          | Semifinala          | Semifinala          | Semifinala          | Semifinala          | Semifinala          | Semifinala          | Semifinala          | Semifinala          | Semifinala          | Semifinala          | Semifinala          | Semifinala          | Semifinala          | Semifinala          | Semifinala          | Semifinala          | Semifinala          | Semifinala          | Semifinala          | Semifinala          | Semifinala          | Semifinala          | Semifinala          | Semifinala          | Semifinala          | Semifinala          | Semifinala          | Semifinala          | Semifinala          | Semifinala          | Semifinala          | Semifinala          | Semifinala          | Semifinala          | Semifinala          | Semifinala          | Semifinala          | Semifinala          | Semifinala          | Semifinala          | Semifinala          | Semifinala          | Semifinala          | Semifinala          | Semifinala          | Semifinala          | Semifinala          | Semifinala          | Semifinala          | Semifinala          | Semifinala          | Semifinala          | Semifinala          | Semifinala          | Semifinala          | Semifinala          | Semifinala          | Semifinala          | Semifinala          | Semifinala          | Semifinala          | Semifinala          | Semifinala          | Semifinala          | Semifinala          | Semifinala          | Semifinala          | Semifinala          | Semifinala          | Semifinala          | Semifinala          | Semifinala          | Semifinala          | Semifinala          | Semifinala          | Semifinala          | Semifinala          | Semifinala          | Semifinala          | Semifinala          | „Gethsemane (I Only Want to Say)” (vs Mihai Dragoimir Rait) | „Gethsemane (I Only Want to Say)” (vs Mihai Dragoimir Rait) | „Gethsemane (I Only Want to Say)” (vs Mihai Dragoimir Rait) | „Gethsemane (I Only Want to Say)” (vs Mihai Dragoimir Rait) | „Gethsemane (I Only Want to Say)” (vs Mihai Dragoimir Rait) | „Gethsemane (I Only Want to Say)” (vs Mihai Dragoimir Rait) | „Gethsemane (I Only Want to Say)” (vs Mihai Dragoimir Rait) | „Gethsemane (I Only Want to Say)” (vs Mihai Dragoimir Rait) | „Gethsemane (I Only Want to Say)” (vs Mihai Dragoimir Rait) | „Gethsemane (I Only Want to Say)” (vs Mihai Dragoimir Rait) | „Gethsemane (I Only Want to Say)” (vs Mihai Dragoimir Rait) | „Gethsemane (I Only Want to Say)” (vs Mihai Dragoimir Rait) | „Gethsemane (I Only Want to Say)” (vs Mihai Dragoimir Rait) | „Gethsemane (I Only Want to Say)” (vs Mihai Dragoimir Rait) | „Gethsemane (I Only Want to Say)” (vs Mihai Dragoimir Rait) | „Gethsemane (I Only Want to Say)” (vs Mihai Dragoimir Rait) | „Gethsemane (I Only Want to Say)” (vs Mihai Dragoimir Rait) | „Gethsemane (I Only Want to Say)” (vs Mihai Dragoimir Rait) | „Gethsemane (I Only Want to Say)” (vs Mihai Dragoimir Rait) | „Gethsemane (I Only Want to Say)” (vs Mihai Dragoimir Rait) | „Gethsemane (I Only Want to Say)” (vs Mihai Dragoimir Rait) | „Gethsemane (I Only Want to Say)” (vs Mihai Dragoimir Rait) | „Gethsemane (I Only Want to Say)” (vs Mihai Dragoimir Rait) | „Gethsemane (I Only Want to Say)” (vs Mihai Dragoimir Rait) | „Gethsemane (I Only Want to Say)” (vs Mihai Dragoimir Rait) | „Gethsemane (I Only Want to Say)” (vs Mihai Dragoimir Rait) | „Gethsemane (I Only Want to Say)” (vs Mihai Dragoimir Rait) | „Gethsemane (I Only Want to Say)” (vs Mihai Dragoimir Rait) | „Gethsemane (I Only Want to Say)” (vs Mihai Dragoimir Rait) | „Gethsemane (I Only Want to Say)” (vs Mihai Dragoimir Rait) | „Gethsemane (I Only Want to Say)” (vs Mihai Dragoimir Rait) | „Gethsemane (I Only Want to Say)” (vs Mihai Dragoimir Rait) | „Gethsemane (I Only Want to Say)” (vs Mihai Dragoimir Rait) | „Gethsemane (I Only Want to Say)” (vs Mihai Dragoimir Rait) | „Gethsemane (I Only Want to Say)” (vs Mihai Dragoimir Rait) | „Gethsemane (I Only Want to Say)” (vs Mihai Dragoimir Rait) | „Gethsemane (I Only Want to Say)” (vs Mihai Dragoimir Rait) | „Gethsemane (I Only Want to Say)” (vs Mihai Dragoimir Rait) | „Gethsemane (I Only Want to Say)” (vs Mihai Dragoimir Rait) | „Gethsemane (I Only Want to Say)” (vs Mihai Dragoimir Rait) | „Gethsemane (I Only Want to Say)” (vs Mihai Dragoimir Rait) | „Gethsemane (I Only Want to Say)” (vs Mihai Dragoimir Rait) | „Gethsemane (I Only Want to Say)” (vs Mihai Dragoimir Rait) | „Gethsemane (I Only Want to Say)” (vs Mihai Dragoimir Rait) | „Gethsemane (I Only Want to Say)” (vs Mihai Dragoimir Rait) | „Gethsemane (I Only Want to Say)” (vs Mihai Dragoimir Rait) | „Gethsemane (I Only Want to Say)” (vs Mihai Dragoimir Rait) | „Gethsemane (I Only Want to Say)” (vs Mihai Dragoimir Rait) | „Gethsemane (I Only Want to Say)” (vs Mihai Dragoimir Rait) | „Gethsemane (I Only Want to Say)” (vs Mihai Dragoimir Rait) | „Gethsemane (I Only Want to Say)” (vs Mihai Dragoimir Rait) | „Gethsemane (I Only Want to Say)” (vs Mihai Dragoimir Rait) | „Gethsemane (I Only Want to Say)” (vs Mihai Dragoimir Rait) | „Gethsemane (I Only Want to Say)” (vs Mihai Dragoimir Rait) | „Gethsemane (I Only Want to Say)” (vs Mihai Dragoimir Rait) | „Gethsemane (I Only Want to Say)” (vs Mihai Dragoimir Rait) | „Gethsemane (I Only Want to Say)” (vs Mihai Dragoimir Rait) | „Gethsemane (I Only Want to Say)” (vs Mihai Dragoimir Rait) | „Gethsemane (I Only Want to Say)” (vs Mihai Dragoimir Rait) | „Gethsemane (I Only Want to Say)” (vs Mihai Dragoimir Rait) | „Gethsemane (I Only Want to Say)” (vs Mihai Dragoimir Rait) | „Gethsemane (I Only Want to Say)” (vs Mihai Dragoimir Rait) | „Gethsemane (I Only Want to Say)” (vs Mihai Dragoimir Rait) | „Gethsemane (I Only Want to Say)” (vs Mihai Dragoimir Rait) | „Gethsemane (I Only Want to Say)” (vs Mihai Dragoimir Rait) | „Gethsemane (I Only Want to Say)” (vs Mihai Dragoimir Rait) | „Gethsemane (I Only Want to Say)” (vs Mihai Dragoimir Rait) | „Gethsemane (I Only Want to Say)” (vs Mihai Dragoimir Rait) | „Gethsemane (I Only Want to Say)” (vs Mihai Dragoimir Rait) | „Gethsemane (I Only Want to Say)” (vs Mihai Dragoimir Rait) | „Gethsemane (I Only Want to Say)” (vs Mihai Dragoimir Rait) | „Gethsemane (I Only Want to Say)” (vs Mihai Dragoimir Rait) | „Gethsemane (I Only Want to Say)” (vs Mihai Dragoimir Rait) | „Gethsemane (I Only Want to Say)” (vs Mihai Dragoimir Rait) | „Gethsemane (I Only Want to Say)” (vs Mihai Dragoimir Rait) | „Gethsemane (I Only Want to Say)” (vs Mihai Dragoimir Rait) | „Gethsemane (I Only Want to Say)” (vs Mihai Dragoimir Rait) | „Gethsemane (I Only Want to Say)” (vs Mihai Dragoimir Rait) | „Gethsemane (I Only Want to Say)” (vs Mihai Dragoimir Rait) | „Gethsemane (I Only Want to Say)” (vs Mihai Dragoimir Rait) | „Gethsemane (I Only Want to Say)” (vs Mihai Dragoimir Rait) | „Gethsemane (I Only Want to Say)” (vs Mihai Dragoimir Rait) | „Gethsemane (I Only Want to Say)” (vs Mihai Dragoimir Rait) | „Gethsemane (I Only Want to Say)” (vs Mihai Dragoimir Rait) | „Gethsemane (I Only Want to Say)” (vs Mihai Dragoimir Rait) | „Gethsemane (I Only Want to Say)” (vs Mihai Dragoimir Rait) | „Gethsemane (I Only Want to Say)” (vs Mihai Dragoimir Rait) | „Gethsemane (I Only Want to Say)” (vs Mihai Dragoimir Rait) | „Gethsemane (I Only Want to Say)” (vs Mihai Dragoimir Rait) | „Gethsemane (I Only Want to Say)” (vs Mihai Dragoimir Rait) | „Gethsemane (I Only Want to Say)” (vs Mihai Dragoimir Rait) | „Gethsemane (I Only Want to Say)” (vs Mihai Dragoimir Rait) | „Gethsemane (I Only Want to Say)” (vs Mihai Dragoimir Rait) | „Gethsemane (I Only Want to Say)” (vs Mihai Dragoimir Rait) | „Gethsemane (I Only Want to Say)” (vs Mihai Dragoimir Rait) | „Gethsemane (I Only Want to Say)” (vs Mihai Dragoimir Rait) | „Gethsemane (I Only Want to Say)” (vs Mihai Dragoimir Rait) | „Gethsemane (I Only Want to Say)” (vs Mihai Dragoimir Rait) | „Gethsemane (I Only Want to Say)” (vs Mihai Dragoimir Rait) | „Gethsemane (I Only Want to Say)” (vs Mihai Dragoimir Rait) | Ian Gillan/Jeff Fenholt | Ian Gillan/Jeff Fenholt | Ian Gillan/Jeff Fenholt | Ian Gillan/Jeff Fenholt | Ian Gillan/Jeff Fenholt | Ian Gillan/Jeff Fenholt | Ian Gillan/Jeff Fenholt | Ian Gillan/Jeff Fenholt | Ian Gillan/Jeff Fenholt | Ian Gillan/Jeff Fenholt | Ian Gillan/Jeff Fenholt | Ian Gillan/Jeff Fenholt | Ian Gillan/Jeff Fenholt | Ian Gillan/Jeff Fenholt | Ian Gillan/Jeff Fenholt | Ian Gillan/Jeff Fenholt | Ian Gillan/Jeff Fenholt | Ian Gillan/Jeff Fenholt | Ian Gillan/Jeff Fenholt | Ian Gillan/Jeff Fenholt | Ian Gillan/Jeff Fenholt | Ian Gillan/Jeff Fenholt | Ian Gillan/Jeff Fenholt | Ian Gillan/Jeff Fenholt | Ian Gillan/Jeff Fenholt | Ian Gillan/Jeff Fenholt | Ian Gillan/Jeff Fenholt | Ian Gillan/Jeff Fenholt | Ian Gillan/Jeff Fenholt | Ian Gillan/Jeff Fenholt | Ian Gillan/Jeff Fenholt | Ian Gillan/Jeff Fenholt | Ian Gillan/Jeff Fenholt | Ian Gillan/Jeff Fenholt | Ian Gillan/Jeff Fenholt | Ian Gillan/Jeff Fenholt | Ian Gillan/Jeff Fenholt | Ian Gillan/Jeff Fenholt | Ian Gillan/Jeff Fenholt | Ian Gillan/Jeff Fenholt | Ian Gillan/Jeff Fenholt | Ian Gillan/Jeff Fenholt | Ian Gillan/Jeff Fenholt | Ian Gillan/Jeff Fenholt | Ian Gillan/Jeff Fenholt | Ian Gillan/Jeff Fenholt | Ian Gillan/Jeff Fenholt | Ian Gillan/Jeff Fenholt | Ian Gillan/Jeff Fenholt | Ian Gillan/Jeff Fenholt | Ian Gillan/Jeff Fenholt | Ian Gillan/Jeff Fenholt | Ian Gillan/Jeff Fenholt | Ian Gillan/Jeff Fenholt | Ian Gillan/Jeff Fenholt | Ian Gillan/Jeff Fenholt | Ian Gillan/Jeff Fenholt | Ian Gillan/Jeff Fenholt | Ian Gillan/Jeff Fenholt | Ian Gillan/Jeff Fenholt | Ian Gillan/Jeff Fenholt | Ian Gillan/Jeff Fenholt | Ian Gillan/Jeff Fenholt | Ian Gillan/Jeff Fenholt | Ian Gillan/Jeff Fenholt | Ian Gillan/Jeff Fenholt | Ian Gillan/Jeff Fenholt | Ian Gillan/Jeff Fenholt | Ian Gillan/Jeff Fenholt | Ian Gillan/Jeff Fenholt | Ian Gillan/Jeff Fenholt | Ian Gillan/Jeff Fenholt | Ian Gillan/Jeff Fenholt | Ian Gillan/Jeff Fenholt | Ian Gillan/Jeff Fenholt | Ian Gillan/Jeff Fenholt | Ian Gillan/Jeff Fenholt | Ian Gillan/Jeff Fenholt | Ian Gillan/Jeff Fenholt | Ian Gillan/Jeff Fenholt | Ian Gillan/Jeff Fenholt | Ian Gillan/Jeff Fenholt | Ian Gillan/Jeff Fenholt | Ian Gillan/Jeff Fenholt | Ian Gillan/Jeff Fenholt | Ian Gillan/Jeff Fenholt | Ian Gillan/Jeff Fenholt | Ian Gillan/Jeff Fenholt | Ian Gillan/Jeff Fenholt | Ian Gillan/Jeff Fenholt | Ian Gillan/Jeff Fenholt | Ian Gillan/Jeff Fenholt | Ian Gillan/Jeff Fenholt | Ian Gillan/Jeff Fenholt | Ian Gillan/Jeff Fenholt | Ian Gillan/Jeff Fenholt | Ian Gillan/Jeff Fenholt | Ian Gillan/Jeff Fenholt | Ian Gillan/Jeff Fenholt | Ian Gillan/Jeff Fenholt | Salvată de public                | Salvată de public                | Salvată de public                | Salvată de public                | Salvată de public                | Salvată de public                | Salvată de public                | Salvată de public                | Salvată de public                | Salvată de public                | Salvată de public                | Salvată de public                | Salvată de public                | Salvată de public                | Salvată de public                | Salvată de public                | Salvată de public                | Salvată de public                | Salvată de public                | Salvată de public                | Salvată de public                | Salvată de public                | Salvată de public                | Salvată de public                | Salvată de public                | Salvată de public                | Salvată de public                | Salvată de public                | Salvată de public                | Salvată de public                | Salvată de public                | Salvată de public                | Salvată de public                | Salvată de public                | Salvată de public                | Salvată de public                | Salvată de public                | Salvată de public                | Salvată de public                | Salvată de public                | Salvată de public                | Salvată de public                | Salvată de public                | Salvată de public                | Salvată de public                | Salvată de public                | Salvată de public                | Salvată de public                | Salvată de public                | Salvată de public                | Salvată de public                | Salvată de public                | Salvată de public                | Salvată de public                | Salvată de public                | Salvată de public                | Salvată de public                | Salvată de public                | Salvată de public                | Salvată de public                | Salvată de public                | Salvată de public                | Salvată de public                | Salvată de public                | Salvată de public                | Salvată de public                | Salvată de public                | Salvată de public                | Salvată de public                | Salvată de public                | Salvată de public                | Salvată de public                | Salvată de public                | Salvată de public                | Salvată de public                | Salvată de public                | Salvată de public                | Salvată de public                | Salvată de public                | Salvată de public                | Salvată de public                | Salvată de public                | Salvată de public                | Salvată de public                | Salvată de public                | Salvată de public                | Salvată de public                | Salvată de public                | Salvată de public                | Salvată de public                | Salvată de public                | Salvată de public                | Salvată de public                | Salvată de public                | Salvată de public                | Salvată de public                | Salvată de public                | Salvată de public                | Salvată de public                | Salvată de public                |
| 15       | 15       | 15       | 15       | 15       | 15       | 15       | 15       | 15       | 15       | 15       | 15       | 15       | 15       | 15       | 15       | 15       | 15       | 15       | 15       | 15       | 15       | 15       | 15       | 15       | 15       | 15       | 15       | 15       | 15       | 15       | 15       | 15       | 15       | 15       | 15       | 15       | 15       | 15       | 15       | 15       | 15       | 15       | 15       | 15       | 15       | 15       | 15       | 15       | 15       | 15       | 15       | 15       | 15       | 15       | 15       | 15       | 15       | 15       | 15       | 15       | 15       | 15       | 15       | 15       | 15       | 15       | 15       | 15       | 15       | 15       | 15       | 15       | 15       | 15       | 15       | 15       | 15       | 15       | 15       | 15       | 15       | 15       | 15       | 15       | 15       | 15       | 15       | 15       | 15       | 15       | 15       | 15       | 15       | 15       | 15       | 15       | 15       | 15       | 15       | Finala              | Finala              | Finala              | Finala              | Finala              | Finala              | Finala              | Finala              | Finala              | Finala              | Finala              | Finala              | Finala              | Finala              | Finala              | Finala              | Finala              | Finala              | Finala              | Finala              | Finala              | Finala              | Finala              | Finala              | Finala              | Finala              | Finala              | Finala              | Finala              | Finala              | Finala              | Finala              | Finala              | Finala              | Finala              | Finala              | Finala              | Finala              | Finala              | Finala              | Finala              | Finala              | Finala              | Finala              | Finala              | Finala              | Finala              | Finala              | Finala              | Finala              | Finala              | Finala              | Finala              | Finala              | Finala              | Finala              | Finala              | Finala              | Finala              | Finala              | Finala              | Finala              | Finala              | Finala              | Finala              | Finala              | Finala              | Finala              | Finala              | Finala              | Finala              | Finala              | Finala              | Finala              | Finala              | Finala              | Finala              | Finala              | Finala              | Finala              | Finala              | Finala              | Finala              | Finala              | Finala              | Finala              | Finala              | Finala              | Finala              | Finala              | Finala              | Finala              | Finala              | Finala              | Finala              | Finala              | Finala              | Finala              | Finala              | Finala              | „This Is My Life”                                           | „This Is My Life”                                           | „This Is My Life”                                           | „This Is My Life”                                           | „This Is My Life”                                           | „This Is My Life”                                           | „This Is My Life”                                           | „This Is My Life”                                           | „This Is My Life”                                           | „This Is My Life”                                           | „This Is My Life”                                           | „This Is My Life”                                           | „This Is My Life”                                           | „This Is My Life”                                           | „This Is My Life”                                           | „This Is My Life”                                           | „This Is My Life”                                           | „This Is My Life”                                           | „This Is My Life”                                           | „This Is My Life”                                           | „This Is My Life”                                           | „This Is My Life”                                           | „This Is My Life”                                           | „This Is My Life”                                           | „This Is My Life”                                           | „This Is My Life”                                           | „This Is My Life”                                           | „This Is My Life”                                           | „This Is My Life”                                           | „This Is My Life”                                           | „This Is My Life”                                           | „This Is My Life”                                           | „This Is My Life”                                           | „This Is My Life”                                           | „This Is My Life”                                           | „This Is My Life”                                           | „This Is My Life”                                           | „This Is My Life”                                           | „This Is My Life”                                           | „This Is My Life”                                           | „This Is My Life”                                           | „This Is My Life”                                           | „This Is My Life”                                           | „This Is My Life”                                           | „This Is My Life”                                           | „This Is My Life”                                           | „This Is My Life”                                           | „This Is My Life”                                           | „This Is My Life”                                           | „This Is My Life”                                           | „This Is My Life”                                           | „This Is My Life”                                           | „This Is My Life”                                           | „This Is My Life”                                           | „This Is My Life”                                           | „This Is My Life”                                           | „This Is My Life”                                           | „This Is My Life”                                           | „This Is My Life”                                           | „This Is My Life”                                           | „This Is My Life”                                           | „This Is My Life”                                           | „This Is My Life”                                           | „This Is My Life”                                           | „This Is My Life”                                           | „This Is My Life”                                           | „This Is My Life”                                           | „This Is My Life”                                           | „This Is My Life”                                           | „This Is My Life”                                           | „This Is My Life”                                           | „This Is My Life”                                           | „This Is My Life”                                           | „This Is My Life”                                           | „This Is My Life”                                           | „This Is My Life”                                           | „This Is My Life”                                           | „This Is My Life”                                           | „This Is My Life”                                           | „This Is My Life”                                           | „This Is My Life”                                           | „This Is My Life”                                           | „This Is My Life”                                           | „This Is My Life”                                           | „This Is My Life”                                           | „This Is My Life”                                           | „This Is My Life”                                           | „This Is My Life”                                           | „This Is My Life”                                           | „This Is My Life”                                           | „This Is My Life”                                           | „This Is My Life”                                           | „This Is My Life”                                           | „This Is My Life”                                           | „This Is My Life”                                           | „This Is My Life”                                           | „This Is My Life”                                           | „This Is My Life”                                           | „This Is My Life”                                           | „This Is My Life”                                           | Shirley Bassey          | Shirley Bassey          | Shirley Bassey          | Shirley Bassey          | Shirley Bassey          | Shirley Bassey          | Shirley Bassey          | Shirley Bassey          | Shirley Bassey          | Shirley Bassey          | Shirley Bassey          | Shirley Bassey          | Shirley Bassey          | Shirley Bassey          | Shirley Bassey          | Shirley Bassey          | Shirley Bassey          | Shirley Bassey          | Shirley Bassey          | Shirley Bassey          | Shirley Bassey          | Shirley Bassey          | Shirley Bassey          | Shirley Bassey          | Shirley Bassey          | Shirley Bassey          | Shirley Bassey          | Shirley Bassey          | Shirley Bassey          | Shirley Bassey          | Shirley Bassey          | Shirley Bassey          | Shirley Bassey          | Shirley Bassey          | Shirley Bassey          | Shirley Bassey          | Shirley Bassey          | Shirley Bassey          | Shirley Bassey          | Shirley Bassey          | Shirley Bassey          | Shirley Bassey          | Shirley Bassey          | Shirley Bassey          | Shirley Bassey          | Shirley Bassey          | Shirley Bassey          | Shirley Bassey          | Shirley Bassey          | Shirley Bassey          | Shirley Bassey          | Shirley Bassey          | Shirley Bassey          | Shirley Bassey          | Shirley Bassey          | Shirley Bassey          | Shirley Bassey          | Shirley Bassey          | Shirley Bassey          | Shirley Bassey          | Shirley Bassey          | Shirley Bassey          | Shirley Bassey          | Shirley Bassey          | Shirley Bassey          | Shirley Bassey          | Shirley Bassey          | Shirley Bassey          | Shirley Bassey          | Shirley Bassey          | Shirley Bassey          | Shirley Bassey          | Shirley Bassey          | Shirley Bassey          | Shirley Bassey          | Shirley Bassey          | Shirley Bassey          | Shirley Bassey          | Shirley Bassey          | Shirley Bassey          | Shirley Bassey          | Shirley Bassey          | Shirley Bassey          | Shirley Bassey          | Shirley Bassey          | Shirley Bassey          | Shirley Bassey          | Shirley Bassey          | Shirley Bassey          | Shirley Bassey          | Shirley Bassey          | Shirley Bassey          | Shirley Bassey          | Shirley Bassey          | Shirley Bassey          | Shirley Bassey          | Shirley Bassey          | Shirley Bassey          | Shirley Bassey          | Shirley Bassey          | Câștigătoare                     | Câștigătoare                     | Câștigătoare                     | Câștigătoare                     | Câștigătoare                     | Câștigătoare                     | Câștigătoare                     | Câștigătoare                     | Câștigătoare                     | Câștigătoare                     | Câștigătoare                     | Câștigătoare                     | Câștigătoare                     | Câștigătoare                     | Câștigătoare                     | Câștigătoare                     | Câștigătoare                     | Câștigătoare                     | Câștigătoare                     | Câștigătoare                     | Câștigătoare                     | Câștigătoare                     | Câștigătoare                     | Câștigătoare                     | Câștigătoare                     | Câștigătoare                     | Câștigătoare                     | Câștigătoare                     | Câștigătoare                     | Câștigătoare                     | Câștigătoare                     | Câștigătoare                     | Câștigătoare                     | Câștigătoare                     | Câștigătoare                     | Câștigătoare                     | Câștigătoare                     | Câștigătoare                     | Câștigătoare                     | Câștigătoare                     | Câștigătoare                     | Câștigătoare                     | Câștigătoare                     | Câștigătoare                     | Câștigătoare                     | Câștigătoare                     | Câștigătoare                     | Câștigătoare                     | Câștigătoare                     | Câștigătoare                     | Câștigătoare                     | Câștigătoare                     | Câștigătoare                     | Câștigătoare                     | Câștigătoare                     | Câștigătoare                     | Câștigătoare                     | Câștigătoare                     | Câștigătoare                     | Câștigătoare                     | Câștigătoare                     | Câștigătoare                     | Câștigătoare                     | Câștigătoare                     | Câștigătoare                     | Câștigătoare                     | Câștigătoare                     | Câștigătoare                     | Câștigătoare                     | Câștigătoare                     | Câștigătoare                     | Câștigătoare                     | Câștigătoare                     | Câștigătoare                     | Câștigătoare                     | Câștigătoare                     | Câștigătoare                     | Câștigătoare                     | Câștigătoare                     | Câștigătoare                     | Câștigătoare                     | Câștigătoare                     | Câștigătoare                     | Câștigătoare                     | Câștigătoare                     | Câștigătoare                     | Câștigătoare                     | Câștigătoare                     | Câștigătoare                     | Câștigătoare                     | Câștigătoare                     | Câștigătoare                     | Câștigătoare                     | Câștigătoare                     | Câștigătoare                     | Câștigătoare                     | Câștigătoare                     | Câștigătoare                     | Câștigătoare                     | Câștigătoare                     |
| 15       | 15       | 15       | 15       | 15       | 15       | 15       | 15       | 15       | 15       | 15       | 15       | 15       | 15       | 15       | 15       | 15       | 15       | 15       | 15       | 15       | 15       | 15       | 15       | 15       | 15       | 15       | 15       | 15       | 15       | 15       | 15       | 15       | 15       | 15       | 15       | 15       | 15       | 15       | 15       | 15       | 15       | 15       | 15       | 15       | 15       | 15       | 15       | 15       | 15       | 15       | 15       | 15       | 15       | 15       | 15       | 15       | 15       | 15       | 15       | 15       | 15       | 15       | 15       | 15       | 15       | 15       | 15       | 15       | 15       | 15       | 15       | 15       | 15       | 15       | 15       | 15       | 15       | 15       | 15       | 15       | 15       | 15       | 15       | 15       | 15       | 15       | 15       | 15       | 15       | 15       | 15       | 15       | 15       | 15       | 15       | 15       | 15       | 15       | 15       | Finala              | Finala              | Finala              | Finala              | Finala              | Finala              | Finala              | Finala              | Finala              | Finala              | Finala              | Finala              | Finala              | Finala              | Finala              | Finala              | Finala              | Finala              | Finala              | Finala              | Finala              | Finala              | Finala              | Finala              | Finala              | Finala              | Finala              | Finala              | Finala              | Finala              | Finala              | Finala              | Finala              | Finala              | Finala              | Finala              | Finala              | Finala              | Finala              | Finala              | Finala              | Finala              | Finala              | Finala              | Finala              | Finala              | Finala              | Finala              | Finala              | Finala              | Finala              | Finala              | Finala              | Finala              | Finala              | Finala              | Finala              | Finala              | Finala              | Finala              | Finala              | Finala              | Finala              | Finala              | Finala              | Finala              | Finala              | Finala              | Finala              | Finala              | Finala              | Finala              | Finala              | Finala              | Finala              | Finala              | Finala              | Finala              | Finala              | Finala              | Finala              | Finala              | Finala              | Finala              | Finala              | Finala              | Finala              | Finala              | Finala              | Finala              | Finala              | Finala              | Finala              | Finala              | Finala              | Finala              | Finala              | Finala              | Finala              | Finala              | „Vama Veche” (cu Tudor Chirilă)                             | „Vama Veche” (cu Tudor Chirilă)                             | „Vama Veche” (cu Tudor Chirilă)                             | „Vama Veche” (cu Tudor Chirilă)                             | „Vama Veche” (cu Tudor Chirilă)                             | „Vama Veche” (cu Tudor Chirilă)                             | „Vama Veche” (cu Tudor Chirilă)                             | „Vama Veche” (cu Tudor Chirilă)                             | „Vama Veche” (cu Tudor Chirilă)                             | „Vama Veche” (cu Tudor Chirilă)                             | „Vama Veche” (cu Tudor Chirilă)                             | „Vama Veche” (cu Tudor Chirilă)                             | „Vama Veche” (cu Tudor Chirilă)                             | „Vama Veche” (cu Tudor Chirilă)                             | „Vama Veche” (cu Tudor Chirilă)                             | „Vama Veche” (cu Tudor Chirilă)                             | „Vama Veche” (cu Tudor Chirilă)                             | „Vama Veche” (cu Tudor Chirilă)                             | „Vama Veche” (cu Tudor Chirilă)                             | „Vama Veche” (cu Tudor Chirilă)                             | „Vama Veche” (cu Tudor Chirilă)                             | „Vama Veche” (cu Tudor Chirilă)                             | „Vama Veche” (cu Tudor Chirilă)                             | „Vama Veche” (cu Tudor Chirilă)                             | „Vama Veche” (cu Tudor Chirilă)                             | „Vama Veche” (cu Tudor Chirilă)                             | „Vama Veche” (cu Tudor Chirilă)                             | „Vama Veche” (cu Tudor Chirilă)                             | „Vama Veche” (cu Tudor Chirilă)                             | „Vama Veche” (cu Tudor Chirilă)                             | „Vama Veche” (cu Tudor Chirilă)                             | „Vama Veche” (cu Tudor Chirilă)                             | „Vama Veche” (cu Tudor Chirilă)                             | „Vama Veche” (cu Tudor Chirilă)                             | „Vama Veche” (cu Tudor Chirilă)                             | „Vama Veche” (cu Tudor Chirilă)                             | „Vama Veche” (cu Tudor Chirilă)                             | „Vama Veche” (cu Tudor Chirilă)                             | „Vama Veche” (cu Tudor Chirilă)                             | „Vama Veche” (cu Tudor Chirilă)                             | „Vama Veche” (cu Tudor Chirilă)                             | „Vama Veche” (cu Tudor Chirilă)                             | „Vama Veche” (cu Tudor Chirilă)                             | „Vama Veche” (cu Tudor Chirilă)                             | „Vama Veche” (cu Tudor Chirilă)                             | „Vama Veche” (cu Tudor Chirilă)                             | „Vama Veche” (cu Tudor Chirilă)                             | „Vama Veche” (cu Tudor Chirilă)                             | „Vama Veche” (cu Tudor Chirilă)                             | „Vama Veche” (cu Tudor Chirilă)                             | „Vama Veche” (cu Tudor Chirilă)                             | „Vama Veche” (cu Tudor Chirilă)                             | „Vama Veche” (cu Tudor Chirilă)                             | „Vama Veche” (cu Tudor Chirilă)                             | „Vama Veche” (cu Tudor Chirilă)                             | „Vama Veche” (cu Tudor Chirilă)                             | „Vama Veche” (cu Tudor Chirilă)                             | „Vama Veche” (cu Tudor Chirilă)                             | „Vama Veche” (cu Tudor Chirilă)                             | „Vama Veche” (cu Tudor Chirilă)                             | „Vama Veche” (cu Tudor Chirilă)                             | „Vama Veche” (cu Tudor Chirilă)                             | „Vama Veche” (cu Tudor Chirilă)                             | „Vama Veche” (cu Tudor Chirilă)                             | „Vama Veche” (cu Tudor Chirilă)                             | „Vama Veche” (cu Tudor Chirilă)                             | „Vama Veche” (cu Tudor Chirilă)                             | „Vama Veche” (cu Tudor Chirilă)                             | „Vama Veche” (cu Tudor Chirilă)                             | „Vama Veche” (cu Tudor Chirilă)                             | „Vama Veche” (cu Tudor Chirilă)                             | „Vama Veche” (cu Tudor Chirilă)                             | „Vama Veche” (cu Tudor Chirilă)                             | „Vama Veche” (cu Tudor Chirilă)                             | „Vama Veche” (cu Tudor Chirilă)                             | „Vama Veche” (cu Tudor Chirilă)                             | „Vama Veche” (cu Tudor Chirilă)                             | „Vama Veche” (cu Tudor Chirilă)                             | „Vama Veche” (cu Tudor Chirilă)                             | „Vama Veche” (cu Tudor Chirilă)                             | „Vama Veche” (cu Tudor Chirilă)                             | „Vama Veche” (cu Tudor Chirilă)                             | „Vama Veche” (cu Tudor Chirilă)                             | „Vama Veche” (cu Tudor Chirilă)                             | „Vama Veche” (cu Tudor Chirilă)                             | „Vama Veche” (cu Tudor Chirilă)                             | „Vama Veche” (cu Tudor Chirilă)                             | „Vama Veche” (cu Tudor Chirilă)                             | „Vama Veche” (cu Tudor Chirilă)                             | „Vama Veche” (cu Tudor Chirilă)                             | „Vama Veche” (cu Tudor Chirilă)                             | „Vama Veche” (cu Tudor Chirilă)                             | „Vama Veche” (cu Tudor Chirilă)                             | „Vama Veche” (cu Tudor Chirilă)                             | „Vama Veche” (cu Tudor Chirilă)                             | „Vama Veche” (cu Tudor Chirilă)                             | „Vama Veche” (cu Tudor Chirilă)                             | „Vama Veche” (cu Tudor Chirilă)                             | „Vama Veche” (cu Tudor Chirilă)                             | „Vama Veche” (cu Tudor Chirilă)                             | Vama Veche              | Vama Veche              | Vama Veche              | Vama Veche              | Vama Veche              | Vama Veche              | Vama Veche              | Vama Veche              | Vama Veche              | Vama Veche              | Vama Veche              | Vama Veche              | Vama Veche              | Vama Veche              | Vama Veche              | Vama Veche              | Vama Veche              | Vama Veche              | Vama Veche              | Vama Veche              | Vama Veche              | Vama Veche              | Vama Veche              | Vama Veche              | Vama Veche              | Vama Veche              | Vama Veche              | Vama Veche              | Vama Veche              | Vama Veche              | Vama Veche              | Vama Veche              | Vama Veche              | Vama Veche              | Vama Veche              | Vama Veche              | Vama Veche              | Vama Veche              | Vama Veche              | Vama Veche              | Vama Veche              | Vama Veche              | Vama Veche              | Vama Veche              | Vama Veche              | Vama Veche              | Vama Veche              | Vama Veche              | Vama Veche              | Vama Veche              | Vama Veche              | Vama Veche              | Vama Veche              | Vama Veche              | Vama Veche              | Vama Veche              | Vama Veche              | Vama Veche              | Vama Veche              | Vama Veche              | Vama Veche              | Vama Veche              | Vama Veche              | Vama Veche              | Vama Veche              | Vama Veche              | Vama Veche              | Vama Veche              | Vama Veche              | Vama Veche              | Vama Veche              | Vama Veche              | Vama Veche              | Vama Veche              | Vama Veche              | Vama Veche              | Vama Veche              | Vama Veche              | Vama Veche              | Vama Veche              | Vama Veche              | Vama Veche              | Vama Veche              | Vama Veche              | Vama Veche              | Vama Veche              | Vama Veche              | Vama Veche              | Vama Veche              | Vama Veche              | Vama Veche              | Vama Veche              | Vama Veche              | Vama Veche              | Vama Veche              | Vama Veche              | Vama Veche              | Vama Veche              | Vama Veche              | Vama Veche              | Câștigătoare                     | Câștigătoare                     | Câștigătoare                     | Câștigătoare                     | Câștigătoare                     | Câștigătoare                     | Câștigătoare                     | Câștigătoare                     | Câștigătoare                     | Câștigătoare                     | Câștigătoare                     | Câștigătoare                     | Câștigătoare                     | Câștigătoare                     | Câștigătoare                     | Câștigătoare                     | Câștigătoare                     | Câștigătoare                     | Câștigătoare                     | Câștigătoare                     | Câștigătoare                     | Câștigătoare                     | Câștigătoare                     | Câștigătoare                     | Câștigătoare                     | Câștigătoare                     | Câștigătoare                     | Câștigătoare                     | Câștigătoare                     | Câștigătoare                     | Câștigătoare                     | Câștigătoare                     | Câștigătoare                     | Câștigătoare                     | Câștigătoare                     | Câștigătoare                     | Câștigătoare                     | Câștigătoare                     | Câștigătoare                     | Câștigătoare                     | Câștigătoare                     | Câștigătoare                     | Câștigătoare                     | Câștigătoare                     | Câștigătoare                     | Câștigătoare                     | Câștigătoare                     | Câștigătoare                     | Câștigătoare                     | Câștigătoare                     | Câștigătoare                     | Câștigătoare                     | Câștigătoare                     | Câștigătoare                     | Câștigătoare                     | Câștigătoare                     | Câștigătoare                     | Câștigătoare                     | Câștigătoare                     | Câștigătoare                     | Câștigătoare                     | Câștigătoare                     | Câștigătoare                     | Câștigătoare                     | Câștigătoare                     | Câștigătoare                     | Câștigătoare                     | Câștigătoare                     | Câștigătoare                     | Câștigătoare                     | Câștigătoare                     | Câștigătoare                     | Câștigătoare                     | Câștigătoare                     | Câștigătoare                     | Câștigătoare                     | Câștigătoare                     | Câștigătoare                     | Câștigătoare                     | Câștigătoare                     | Câștigătoare                     | Câștigătoare                     | Câștigătoare                     | Câștigătoare                     | Câștigătoare                     | Câștigătoare                     | Câștigătoare                     | Câștigătoare                     | Câștigătoare                     | Câștigătoare                     | Câștigătoare                     | Câștigătoare                     | Câștigătoare                     | Câștigătoare                     | Câștigătoare                     | Câștigătoare                     | Câștigătoare                     | Câștigătoare                     | Câștigătoare                     | Câștigătoare                     |
| 15       | 15       | 15       | 15       | 15       | 15       | 15       | 15       | 15       | 15       | 15       | 15       | 15       | 15       | 15       | 15       | 15       | 15       | 15       | 15       | 15       | 15       | 15       | 15       | 15       | 15       | 15       | 15       | 15       | 15       | 15       | 15       | 15       | 15       | 15       | 15       | 15       | 15       | 15       | 15       | 15       | 15       | 15       | 15       | 15       | 15       | 15       | 15       | 15       | 15       | 15       | 15       | 15       | 15       | 15       | 15       | 15       | 15       | 15       | 15       | 15       | 15       | 15       | 15       | 15       | 15       | 15       | 15       | 15       | 15       | 15       | 15       | 15       | 15       | 15       | 15       | 15       | 15       | 15       | 15       | 15       | 15       | 15       | 15       | 15       | 15       | 15       | 15       | 15       | 15       | 15       | 15       | 15       | 15       | 15       | 15       | 15       | 15       | 15       | 15       | Finala              | Finala              | Finala              | Finala              | Finala              | Finala              | Finala              | Finala              | Finala              | Finala              | Finala              | Finala              | Finala              | Finala              | Finala              | Finala              | Finala              | Finala              | Finala              | Finala              | Finala              | Finala              | Finala              | Finala              | Finala              | Finala              | Finala              | Finala              | Finala              | Finala              | Finala              | Finala              | Finala              | Finala              | Finala              | Finala              | Finala              | Finala              | Finala              | Finala              | Finala              | Finala              | Finala              | Finala              | Finala              | Finala              | Finala              | Finala              | Finala              | Finala              | Finala              | Finala              | Finala              | Finala              | Finala              | Finala              | Finala              | Finala              | Finala              | Finala              | Finala              | Finala              | Finala              | Finala              | Finala              | Finala              | Finala              | Finala              | Finala              | Finala              | Finala              | Finala              | Finala              | Finala              | Finala              | Finala              | Finala              | Finala              | Finala              | Finala              | Finala              | Finala              | Finala              | Finala              | Finala              | Finala              | Finala              | Finala              | Finala              | Finala              | Finala              | Finala              | Finala              | Finala              | Finala              | Finala              | Finala              | Finala              | Finala              | Finala              | „The Show Must Go On” (cu Corul Regal)                      | „The Show Must Go On” (cu Corul Regal)                      | „The Show Must Go On” (cu Corul Regal)                      | „The Show Must Go On” (cu Corul Regal)                      | „The Show Must Go On” (cu Corul Regal)                      | „The Show Must Go On” (cu Corul Regal)                      | „The Show Must Go On” (cu Corul Regal)                      | „The Show Must Go On” (cu Corul Regal)                      | „The Show Must Go On” (cu Corul Regal)                      | „The Show Must Go On” (cu Corul Regal)                      | „The Show Must Go On” (cu Corul Regal)                      | „The Show Must Go On” (cu Corul Regal)                      | „The Show Must Go On” (cu Corul Regal)                      | „The Show Must Go On” (cu Corul Regal)                      | „The Show Must Go On” (cu Corul Regal)                      | „The Show Must Go On” (cu Corul Regal)                      | „The Show Must Go On” (cu Corul Regal)                      | „The Show Must Go On” (cu Corul Regal)                      | „The Show Must Go On” (cu Corul Regal)                      | „The Show Must Go On” (cu Corul Regal)                      | „The Show Must Go On” (cu Corul Regal)                      | „The Show Must Go On” (cu Corul Regal)                      | „The Show Must Go On” (cu Corul Regal)                      | „The Show Must Go On” (cu Corul Regal)                      | „The Show Must Go On” (cu Corul Regal)                      | „The Show Must Go On” (cu Corul Regal)                      | „The Show Must Go On” (cu Corul Regal)                      | „The Show Must Go On” (cu Corul Regal)                      | „The Show Must Go On” (cu Corul Regal)                      | „The Show Must Go On” (cu Corul Regal)                      | „The Show Must Go On” (cu Corul Regal)                      | „The Show Must Go On” (cu Corul Regal)                      | „The Show Must Go On” (cu Corul Regal)                      | „The Show Must Go On” (cu Corul Regal)                      | „The Show Must Go On” (cu Corul Regal)                      | „The Show Must Go On” (cu Corul Regal)                      | „The Show Must Go On” (cu Corul Regal)                      | „The Show Must Go On” (cu Corul Regal)                      | „The Show Must Go On” (cu Corul Regal)                      | „The Show Must Go On” (cu Corul Regal)                      | „The Show Must Go On” (cu Corul Regal)                      | „The Show Must Go On” (cu Corul Regal)                      | „The Show Must Go On” (cu Corul Regal)                      | „The Show Must Go On” (cu Corul Regal)                      | „The Show Must Go On” (cu Corul Regal)                      | „The Show Must Go On” (cu Corul Regal)                      | „The Show Must Go On” (cu Corul Regal)                      | „The Show Must Go On” (cu Corul Regal)                      | „The Show Must Go On” (cu Corul Regal)                      | „The Show Must Go On” (cu Corul Regal)                      | „The Show Must Go On” (cu Corul Regal)                      | „The Show Must Go On” (cu Corul Regal)                      | „The Show Must Go On” (cu Corul Regal)                      | „The Show Must Go On” (cu Corul Regal)                      | „The Show Must Go On” (cu Corul Regal)                      | „The Show Must Go On” (cu Corul Regal)                      | „The Show Must Go On” (cu Corul Regal)                      | „The Show Must Go On” (cu Corul Regal)                      | „The Show Must Go On” (cu Corul Regal)                      | „The Show Must Go On” (cu Corul Regal)                      | „The Show Must Go On” (cu Corul Regal)                      | „The Show Must Go On” (cu Corul Regal)                      | „The Show Must Go On” (cu Corul Regal)                      | „The Show Must Go On” (cu Corul Regal)                      | „The Show Must Go On” (cu Corul Regal)                      | „The Show Must Go On” (cu Corul Regal)                      | „The Show Must Go On” (cu Corul Regal)                      | „The Show Must Go On” (cu Corul Regal)                      | „The Show Must Go On” (cu Corul Regal)                      | „The Show Must Go On” (cu Corul Regal)                      | „The Show Must Go On” (cu Corul Regal)                      | „The Show Must Go On” (cu Corul Regal)                      | „The Show Must Go On” (cu Corul Regal)                      | „The Show Must Go On” (cu Corul Regal)                      | „The Show Must Go On” (cu Corul Regal)                      | „The Show Must Go On” (cu Corul Regal)                      | „The Show Must Go On” (cu Corul Regal)                      | „The Show Must Go On” (cu Corul Regal)                      | „The Show Must Go On” (cu Corul Regal)                      | „The Show Must Go On” (cu Corul Regal)                      | „The Show Must Go On” (cu Corul Regal)                      | „The Show Must Go On” (cu Corul Regal)                      | „The Show Must Go On” (cu Corul Regal)                      | „The Show Must Go On” (cu Corul Regal)                      | „The Show Must Go On” (cu Corul Regal)                      | „The Show Must Go On” (cu Corul Regal)                      | „The Show Must Go On” (cu Corul Regal)                      | „The Show Must Go On” (cu Corul Regal)                      | „The Show Must Go On” (cu Corul Regal)                      | „The Show Must Go On” (cu Corul Regal)                      | „The Show Must Go On” (cu Corul Regal)                      | „The Show Must Go On” (cu Corul Regal)                      | „The Show Must Go On” (cu Corul Regal)                      | „The Show Must Go On” (cu Corul Regal)                      | „The Show Must Go On” (cu Corul Regal)                      | „The Show Must Go On” (cu Corul Regal)                      | „The Show Must Go On” (cu Corul Regal)                      | „The Show Must Go On” (cu Corul Regal)                      | „The Show Must Go On” (cu Corul Regal)                      | „The Show Must Go On” (cu Corul Regal)                      | Queen                   | Queen                   | Queen                   | Queen                   | Queen                   | Queen                   | Queen                   | Queen                   | Queen                   | Queen                   | Queen                   | Queen                   | Queen                   | Queen                   | Queen                   | Queen                   | Queen                   | Queen                   | Queen                   | Queen                   | Queen                   | Queen                   | Queen                   | Queen                   | Queen                   | Queen                   | Queen                   | Queen                   | Queen                   | Queen                   | Queen                   | Queen                   | Queen                   | Queen                   | Queen                   | Queen                   | Queen                   | Queen                   | Queen                   | Queen                   | Queen                   | Queen                   | Queen                   | Queen                   | Queen                   | Queen                   | Queen                   | Queen                   | Queen                   | Queen                   | Queen                   | Queen                   | Queen                   | Queen                   | Queen                   | Queen                   | Queen                   | Queen                   | Queen                   | Queen                   | Queen                   | Queen                   | Queen                   | Queen                   | Queen                   | Queen                   | Queen                   | Queen                   | Queen                   | Queen                   | Queen                   | Queen                   | Queen                   | Queen                   | Queen                   | Queen                   | Queen                   | Queen                   | Queen                   | Queen                   | Queen                   | Queen                   | Queen                   | Queen                   | Queen                   | Queen                   | Queen                   | Queen                   | Queen                   | Queen                   | Queen                   | Queen                   | Queen                   | Queen                   | Queen                   | Queen                   | Queen                   | Queen                   | Queen                   | Queen                   | Câștigătoare                     | Câștigătoare                     | Câștigătoare                     | Câștigătoare                     | Câștigătoare                     | Câștigătoare                     | Câștigătoare                     | Câștigătoare                     | Câștigătoare                     | Câștigătoare                     | Câștigătoare                     | Câștigătoare                     | Câștigătoare                     | Câștigătoare                     | Câștigătoare                     | Câștigătoare                     | Câștigătoare                     | Câștigătoare                     | Câștigătoare                     | Câștigătoare                     | Câștigătoare                     | Câștigătoare                     | Câștigătoare                     | Câștigătoare                     | Câștigătoare                     | Câștigătoare                     | Câștigătoare                     | Câștigătoare                     | Câștigătoare                     | Câștigătoare                     | Câștigătoare                     | Câștigătoare                     | Câștigătoare                     | Câștigătoare                     | Câștigătoare                     | Câștigătoare                     | Câștigătoare                     | Câștigătoare                     | Câștigătoare                     | Câștigătoare                     | Câștigătoare                     | Câștigătoare                     | Câștigătoare                     | Câștigătoare                     | Câștigătoare                     | Câștigătoare                     | Câștigătoare                     | Câștigătoare                     | Câștigătoare                     | Câștigătoare                     | Câștigătoare                     | Câștigătoare                     | Câștigătoare                     | Câștigătoare                     | Câștigătoare                     | Câștigătoare                     | Câștigătoare                     | Câștigătoare                     | Câștigătoare                     | Câștigătoare                     | Câștigătoare                     | Câștigătoare                     | Câștigătoare                     | Câștigătoare                     | Câștigătoare                     | Câștigătoare                     | Câștigătoare                     | Câștigătoare                     | Câștigătoare                     | Câștigătoare                     | Câștigătoare                     | Câștigătoare                     | Câștigătoare                     | Câștigătoare                     | Câștigătoare                     | Câștigătoare                     | Câștigătoare                     | Câștigătoare                     | Câștigătoare                     | Câștigătoare                     | Câștigătoare                     | Câștigătoare                     | Câștigătoare                     | Câștigătoare                     | Câștigătoare                     | Câștigătoare                     | Câștigătoare                     | Câștigătoare                     | Câștigătoare                     | Câștigătoare                     | Câștigătoare                     | Câștigătoare                     | Câștigătoare                     | Câștigătoare                     | Câștigătoare                     | Câștigătoare                     | Câștigătoare                     | Câștigătoare                     | Câștigătoare                     | Câștigătoare                     |

După Vocea României
În 2016 Bălan a început colaborarea cu Alex Petcu (tobe), Bogdan Țigănuș (chitară bas), Radu Teodorescu (clape) și Mircea Ioniță (chitară). În luna mai 2016 trupa a lansat single-ul „Unbreakable”. Câteva luni mai târziu, Bălan a lansat piesa „Sertar cu amintiri”.

## Discografie

### Single-uri
| An   | Nume                 | Poziție | Album | Casa de discuri |
| ---- | -------------------- | ------- | ----- | --------------- |
| 2016 | „Unbreakable”        | —       | —     | MediaPro Music  |
| 2016 | „Sertar cu amintiri” | —       | —     | -               |

## Premii
| An   | Premiu         | Recipient      | Rezultat |
| ---- | -------------- | -------------- | -------- |
| 2015 | Vocea României | Cristina Bălan | Câștigat |